# Liste der Kulturdenkmale in Bad Brambach

Wappen von Bad Brambach

In der Liste der Kulturdenkmale in Bad Brambach sind die Kulturdenkmale der sächsischen Gemeinde  Bad Brambach verzeichnet, die bis Mai 2019 vom Landesamt für Denkmalpflege Sachsen erfasst wurden (ohne archäologische Kulturdenkmale). Die Anmerkungen sind zu beachten.
Diese Aufzählung ist eine Teilmenge der Liste der Kulturdenkmale im Vogtlandkreis.

## Bad Brambach
| Bild                                    | Bezeichnung | Lage                                                                                   | Datierung                                                                             | Beschreibung | ID       |
| --------------------------------------- | --- | -------------------------------------------------------------------------------------- | ------------------------------------------------------------------------------------- | --- | -------- |
|                                         | Wohnhaus und angebautes Stallgebäude sowie Brunnen | Adorfer Straße 2 (Karte)                                                               | Um 1850                                                                               | Markanter Putzbau im Ortskern nahe dem Markt, baugeschichtliche Bedeutung. Zwei Geschosse, Ziegelmauerwerk, Bruchsteinmauer im Stall, Granitgewände, Torbogen, Hoftor original. | 08980094 |
|                                         | Autolackiererei | Adorfer Straße 9a (Karte)                                                              | 1929                                                                                  | Einfluss der klassischen Moderne, baugeschichtliche Bedeutung, Seltenheitswert. Auffallender Grundriss (quadratisch mit viertelkreisförmigem Anbau), dadurch runde Ecke an der Außenfassade der Werkstatt, eingeschossig, Massivbau, verputzt, Beleuchtung durch Oberlicht und Fensterband aus hochrechteckigen Fenstern (erneuert) mit durchlaufender Sohlbank an runder Ecke an der Außenfassade, rechteckige Garageneinfahrt erneuert (leicht verkleinert), innen Eisensäulen, kräftig profiliertes Hauptgesims, darüber originale Inschrift (Putz) „Auto-Lackier-Werkstätte“ (in zeitgenössischer Schrift), modernes Flachdach. | 08980473 |
| Direkt Bild zu diesem Denkmal hochladen | Villa mit Toranlage sowie Garten | Adorfer Straße 12 (Karte)                                                              | Um 1925                                                                               | Charakteristischer Putzbau, im traditionalistischen Stil der 1920er Jahre, baugeschichtliche Bedeutung. Zwei Geschosse, Putzfassade, Walmdach, Schiefer (neu), Fensterläden, Erker, Winkgarten, Balkongitter, Treppenaufgang, Einfriedung (Gitter). | 08980090 |
| Direkt Bild zu diesem Denkmal hochladen | Wohnhaus in offener Bebauung | Adorfer Straße 14 (Karte)                                                              | Um 1920                                                                               | Rote Klinkerfassade, weitgehend unverändert, baugeschichtliche Relevanz. Sockel Granitquader, Zwerghaus mit Kugelbekrönung, Satteldach (Eternit). | 08980091 |
| Direkt Bild zu diesem Denkmal hochladen | Zwei Wohnstallhäuser und zwei Scheunen eines Vierseithofes (vermutlich Zwillingshof) | Am Winkel 4, 5 (Karte)                                                                 | Um 1850 (Nr. 5, Wohnstallhaus); um 1900 (Nr. 4, Wohnstallhaus)                        | Die Wohnstallhäuser schlichte Putzbauten, die Wirtschaftsgebäude zum Teil verbrettert, baugeschichtliche Relevanz. - Wohnstallhaus Am Winkel 4: zweigeschossig mit Drempel, massiv, verputzt, Eingangsgewände Granit, Quadermauersockel, Sohlbänke, breites Gurtgesims (aufgeputzt), Satteldach, profilierte Traufe, ältere Fenster und Winterfenster - Nebengebäude: eingeschossig, massiv, verputzt, Satteldach, profilierte Traufe - Wohnstallhaus Am Winkel 5: zweigeschossig, Bruchsteinbau, zum Teil Ziegelbau, zum Teil verputzt, zwei Eingänge mit Granitgewände, liegende Stallfenster (Granitgewände) mit eisernem Ziergitter, Sturzbögen Ziegelstein, im Obergeschoss Fensterläden, profilierte Traufe, Satteldach, im Stall Gewölbe, Giebeldreieck Ziegelstein, Fenster mit Fensterläden - Scheune: zweigeschossig, Erdgeschoss Bruchstein, zum Teil verputzt, große Holztore mit Eisenbeschlägen, Segmentbogen-Eingang, Obergeschoss verbrettert, kleine Holzsprossenfenster, Satteldach (Eternit), Giebel massiv | 08980476 |
| Direkt Bild zu diesem Denkmal hochladen | Wohnstallhaus | Am Winkel 7 (Karte)                                                                    | Mitte 19. Jahrhundert                                                                 | Ländliches eingeschossiges Wohnhaus, Giebeldreieck verbrettert, zum Teil Blockstube, Zeugnis der vogtlandtypischen Blockbauweise, bauhistorische Bedeutung. Massiv, zum Teil Ziegelstein, verputzt, Bruchsteinsockel, Satteldach (Stehfalzblech, zum Teil Keilnutschindeln) doppelt stehender Dachstuhl, zum Teil unterkellert, Holzsprossenfenster, Winterfenster, Fenster mit Blockrahmen, zum Teil profilierte Holzrahmen. | 08980475 |
|                                         | Pferdetränke (Einzeldenkmal zu ID-Nr. 09302147) | Badstraße (Karte)                                                                      | Bezeichnet mit 1783                                                                   | Einzeldenkmal der Sachgesamtheit Park- und Kuranlage Bad Brambach; mit Inschrift, ortshistorische Bedeutung, Bestandteil der Sachgesamtheit Kurpark | 08980113 |
|                                         | Wiesenquelle (Quellhaus, Einzeldenkmal zu ID-Nr. 09302147) | Badstraße (Karte)                                                                      | 1930er Jahre                                                                          | Einzeldenkmal der Sachgesamtheit Park- und Kuranlage Bad Brambach; ortsgeschichtlich von Bedeutung, Bestandteil der Sachgesamtheit Kurpark. Eingeschossiger, flach gedeckter Putzbau, 1950er Jahre (?). | 08980109 |
|                                         | Bronzefigur (Einzeldenkmal zu ID-Nr. 09302147) | Badstraße (Karte)                                                                      | Um 1915                                                                               | Einzeldenkmal der Sachgesamtheit Park- und Kuranlage Bad Brambach; künstlerisch wertvoll, Bestandteil der Sachgesamtheit Kurpark. 1947 Platzierung der Nixenskulptur von Gottlieb Elster (1867–1917) am Kinoteich (soll aus der Reichskanzlei stammen). | 08980110 |
|                                         | Obere Grenzquelle und Steinbogenbrücke (Einzeldenkmale zu ID-Nr. 09302147) | Badstraße (Karte)                                                                      | 1929 (Quellenanlage); um 1935 (Quellhaus und Gartenbrücke)                            | Einzeldenkmale der Sachgesamtheit Park- und Kuranlage Bad Brambach; Bestandteil des Kurparks. Erschließung der Quelle 1929, Errichtung des Quellhauses und der Steinbogenbrücke vermutlich um 1935. | 08980107 |
|                                         | Untere Grenzquelle (Quellhaus, Einzeldenkmal zu ID-Nr. 09302147) | Badstraße (Karte)                                                                      | 1934–1935                                                                             | Einzeldenkmal der Sachgesamtheit Park- und Kuranlage Bad Brambach; ortsgeschichtlich von Bedeutung, Bestandteil der Sachgesamtheit Kurpark. Quellhaus eingeschossig, flach gedeckter Putzbau, Erschließung der Quelle 1934/1935. | 08980108 |
| Direkt Bild zu diesem Denkmal hochladen | Pechpfanne | Badstraße (Karte)                                                                      | 18./19. Jahrhundert                                                                   | Heimatgeschichtlich von Bedeutung, Granit, gut erhalten, Größe: 55 × 56 × 28 cm | 08980114 |
| Direkt Bild zu diesem Denkmal hochladen | Wohnstallhaus und Scheune eines Zweiseithofes | Badstraße 23 (Karte)                                                                   | Um 1870                                                                               | Zeugnis der Ortsbebauung vor dem Kurbetrieb, ortsentwicklungsgeschichtliche und baugeschichtliche Bedeutung. Wohnstallhaus, zwei Geschosse, Erdgeschoss Lehm, beziehungsweise Ziegelmauerwerk, Granitgewände im Stallteil erhalten, Obergeschoss Fachwerk teils verputzt oder verbrettert, Satteldach, Scheune verbrettert, teils Block, Satteldach mit Schieferdeckung. | 08980056 |
|                                         | Wohnhaus mit Einfriedung | Badstraße 39 (Karte)                                                                   | Um 1939                                                                               | Putzbau mit markanten Baudetails der 1930er Jahre, recht authentisch, baugeschichtliche Bedeutung. Zwei Geschosse, Mittelrisalit, Walmdach (altdeutsche Schieferdeckung), Fensterläden, Gitter, Lampe, Sockel unverputzter Kalkstein, seitlicher Anbau mit Balkon und Wintergarten. | 08980066 |
| Weitere Bilder                          | Festhalle (Einzeldenkmal zu ID-Nr. 09302147) | Badstraße 43 (Karte)                                                                   | 1935                                                                                  | Einzeldenkmal der Sachgesamtheit Park- und Kuranlage Bad Brambach; im traditionalistischen Stil der 1930er Jahre, Bestandteil der Bad- und Kureinrichtung, baugeschichtlich und ortsgeschichtlich von Bedeutung. Putzbau im kolossalen Rundbogenstil, Walmdach, durch Freitreppe mit Bassin verbunden, auch Kongresshalle genannt. | 08980052 |
| Weitere Bilder                          | Park- und Kuranlage Bad Brambach (Sachgesamtheit) | Badstraße 43, 45, 47, 49 (Christian-Schüller-Straße 15, Oberreuther Straße 11) (Karte) | 1912                                                                                  | Sachgesamtheit Park- und Kuranlage Bad Brambach, mit folgenden Einzeldenkmalen: a) Vogtlandhaus (Kurhaus, Badstraße 45, Obj. 08980049) verbunden durch Wandelgang mit der b) Wettinquelle (Quelltempel, Badstraße bei Nr. 45, Obj. 08980112) c) Vogtlandresidenz (Kurhaus mit Nebengebäude, Christian-Schüller-Straße 15, Obj. 08980064) d) Pension Parkblick (Kurhaus, Oberreuther Straße 8, Obj. 08980048, Streichung am 24. Juli 2012) e) Joliot-Curie-Haus (Kurhaus mit vorgelagerter Rampe, Oberreuther Straße 11, Obj. 08980047) f) Festhalle (Badstraße 43, Obj. 08980052) g) Fritz-Rödiger-Haus (Badstraße 49, Obj. 08980050) sowie der Kurpark (mit Wasserkunst an der Festhalle). Im Park befinden sich weiterhin: h) Brunnentrog (Badstraße, beim Bahntunnel, Obj. 08980113) i) Bronzefigur (Badstraße, am Teich, Obj. 08980110) j) Wiesenquelle (Quellhaus, Badstraße, Obj. 08980109) k) Untere Grenzquelle (Quellhaus, Badstraße, Obj. 08980108) l) Obere Grenzquelle mit Steinbogenbrücke (Quellhaus, Badstraße, Obj. 08980107) m) Schillerquelle (Quellhaus, Oberrheuter Straße, Obj. 08980111) weiterhin mit folgenden Sachgesamtheitsteilen: Eisenquelle und weitere Gebäude im Kurpark. Historische und gartenkünstlerische Bedeutung [Störelement: Neubau, Badstraße 47]. | 09302147 |
| Weitere Bilder                          | Vogtlandhaus (Kurhaus, Einzeldenkmal zu ID-Nr. 09302147) | Badstraße 45 (Karte)                                                                   | 1926–1928                                                                             | Einzeldenkmal der Sachgesamtheit Park- und Kuranlage Bad Brambach; im traditionalistischen Stil der 1920er Jahre, baugeschichtlich und ortsgeschichtlich von Bedeutung, Bestandteil der Kur- und Bädereinrichtung. Kurhaus als Dreiflügelanlage, zweigeschossiger Bau mit neoklassizistischen Elementen (z. B. übergiebelte schmuckvolle Eingangszone), Kolossalordnung (Putzpilaster), kleinteilige Fenstergliederung, Fensterläden und Dachgaupen mit rundbogigem Abschluss, reiche Ausstattung erhalten, erbaut neben dem sogenannten Einkehrhaus (Badstraße 47, mittlerweile abgebrochen). | 08980049 |
| Weitere Bilder                          | Quellhaus (Wettinquelle) und Wandelgang (Einzeldenkmal zu ID-Nr. 09302147) | Badstraße 45 (bei) (Karte)                                                             | 1911                                                                                  | Einzeldenkmal der Sachgesamtheit Park- und Kuranlage Bad Brambach; baugeschichtlich und ortsgeschichtlich von Bedeutung, Bestandteil der Sachgesamtheit Kurpark. Quellhaus mit mansardartigem Dach, ionische Säulengliederung, Erschließung der Quelle 1911, Quellhaus erbaut 1929 (Anstelle eines Vorgängerbaus von 1912). | 08980112 |
| Direkt Bild zu diesem Denkmal hochladen | Fritz-Rödiger-Haus, früher Bosehaus (Kurhaus, Einzeldenkmal zu ID-Nr. 09302147) | Badstraße 49 (Karte)                                                                   | 1912                                                                                  | Einzeldenkmal der Sachgesamtheit Park- und Kuranlage Bad Brambach; holzverkleidetes Gebäude, baugeschichtlich und ortsgeschichtlich von Bedeutung, Bestandteil der Bäder- und Kureinrichtung. Auf verputztem Untergeschoss zwei Geschosse mit Holzverkleidung, Walmdach mit Ausbauten, aufwändige Fenstergestaltung mit Schlagläden. | 08980050 |
| Direkt Bild zu diesem Denkmal hochladen | Wohnhaus | Bahnhofstraße 1 (Karte)                                                                | Um 1910                                                                               | Villenartiges Gebäude mit Mansarddach, Reformstil-Architektur, baugeschichtliche Bedeutung. Zweigeschossiger massiver Putzbau, originale Fensterteilung, aber Kunststoff. | 09302150 |
|                                         | Wappenrelief, ehemals an einem Wohnhaus | Bosestraße 1 (ehemals) (Karte)                                                         | Vermutlich 18. Jahrhundert                                                            | Ortsgeschichtlich von Bedeutung. Das Wohnhaus wurde um 2012 abgebrochen, das Wappenrelief sollte geborgen werden (denkmalschutzrechtliche Genehmigung), laut Auskunft der Unteren Denkmalschutzbehörde Vogtlandkreis am 16. April 2014 hat die Gemeindeverwaltung das Relief zur Aufbewahrung übernommen. | 08980084 |
|                                         | Brauerei mit Kontorhaus, Produktionsgebäude und Remisengebäude sowie Eiskeller und Einfriedungsmauer an der Fleißner Straße                                                                | Bosestraße 2 (Karte)                                                                   | Um 1870                                                                               | Denkmal der Ortsgeschichte sowie baugeschichtliche Bedeutung. - Kontorhaus gestuft zwei-/dreigeschossig, Flachdach mit Überstand - Eiskeller: Ziegelbau - Produktionsanlage: Walmdach Schiefer, zwei Geschosse, Putzfassade (originale Fenster), Bruchstein, - Remise: Fünf rundbogige Torflügel, teils Haustein | 08980080 |
|                                         | Wohn- und Geschäftshaus | Bosestraße 4 (Karte)                                                                   | Um 1905                                                                               | Putzbau mit markantem Dachreiter, ortsbildprägend, baugeschichtlich und ortsentwicklungsgeschichtlich von Bedeutung. Womöglicher Brauereizusammenhang, dominantes Mansarddach, Eckturm ehemals mit Fachwerk-Obergeschoss. | 09302151 |
|                                         | Wohnhaus | Bosestraße 10 (Karte)                                                                  | Um 1900                                                                               | Klinkerfassade, mit Ladeneinbau, zusammen mit Nummer 12 und 14 straßenbildprägend, baugeschichtliche Bedeutung. Sockel Polygonalmauerwerk (Granit), Fassade rote Klinker mit gelber Klinkergliederung, Zwerchhaus, Dach mit altdeutscher Schieferdeckung, Eingangstür mit Oberlicht original. | 08980071 |
| Direkt Bild zu diesem Denkmal hochladen | Wohnhaus | Bosestraße 12 (Karte)                                                                  | Um 1900                                                                               | Mit Ladeneinbau, Klinkerfassade, zusammen mit Nummer 10 und 14 straßenbildprägend, baugeschichtliche Bedeutung. Zwei Geschosse, fünf Achsen, Zwerchhaus, Satteldach (Schiefer), Sockel unverputzt Polygonalmauerwerk (Granit), Fassade rote Klinker, gelbe Klinkergliederung. | 08980070 |
|                                         | Wohnhaus | Bosestraße 14 (Karte)                                                                  | Um 1900                                                                               | Mit seitlichem Treppenaufgang und Ladeneinbau, vergleichsweise aufwändige Klinkerfassade, zusammen mit Nummer 12 und 10 straßenbildprägend, baugeschichtlich von Bedeutung. Zwei Geschosse, acht Achsen, Seitenrisalite mit Zwerghaus, Fassade rote Klinker mit gelber Klinkergliederung, Satteldach, alle originalen Fenster, Ladenfenster und Ladentür. | 08980069 |
| Direkt Bild zu diesem Denkmal hochladen | Katholische Pfarrkirche St. Walburga | Christian-Schüller-Straße (Karte)                                                      | Um 1930                                                                               | In der zeitgenössischen Formensprache der 1920er Jahre, baugeschichtlich und ortsgeschichtlich von Bedeutung, Putzfassade | 08980042 |
| Direkt Bild zu diesem Denkmal hochladen | Wohnhaus | Christian-Schüller-Straße 2 (Karte)                                                    | 1937                                                                                  | Mit Einflüssen des Heimatstils (alpenländisch wirkende Architektur), baugeschichtliche und ortsgeschichtliche Bedeutung. Erdgeschoss mit halbrunder Terrasse auf Bruchsteinsockel, im Obergeschoss Balkon mit Brüstung, weiter Dachüberstand, verbretterter Giebel, Eckerker, hochwertige feste Innenausstattung: unter anderem Schiebetüren mit Glaseinsatz, Wandvertäfelungen. | 08980046 |
| Direkt Bild zu diesem Denkmal hochladen | Kurpension | Christian-Schüller-Straße 3 (Karte)                                                    | 1929                                                                                  | Putzbau im Stil der 1920er Jahre, baugeschichtliche und ortsgeschichtliche Bedeutung. Zwei Geschosse, Erdgeschoss Dreieckerker, Fensterläden Walmdach (Ziegel), giebelbekrönte Gaupe, Eingangsgestaltung original. | 08980045 |
| Direkt Bild zu diesem Denkmal hochladen | Kurpension Mathilde | Christian-Schüller-Straße 10 (Karte)                                                   | 1930er Jahre                                                                          | Im traditionalistischen Stil der 1920er/1930er Jahre, bauhistorische und ortsgeschichtliche Relevanz. Zwei Geschosse auf Klinkersockel, Walmdach (Ziegel), Putzfassade, Fenster mit Schlagläden, seitlicher Anbau. | 08980044 |
| Direkt Bild zu diesem Denkmal hochladen | Wohnhaus (Haus Falkland) | Christian-Schüller-Straße 11 (Karte)                                                   | Um 1925                                                                               | Im Heimatstil, Giebel verbrettert, baugeschichtliche Bedeutung. Eingeschossig, Granitquadersockel, Fensterläden, Drempel und Giebel verbrettert, drei Gaupen, Walmdach (Schiefer neu). | 08980043 |
| Direkt Bild zu diesem Denkmal hochladen | Vogtlandresidenz (Kurhaus mit Nebengebäude, Einzeldenkmal zu ID-Nr. 09302147) | Christian-Schüller-Straße 15 (Karte)                                                   | 1937–1938                                                                             | Einzeldenkmal der Sachgesamtheit Park- und Kuranlage Bad Brambach; im monumentalen Stil der 1930er Jahre, Bestandteil der Kur- und Bädereinrichtungen im Ort, bauhistorische und ortsgeschichtliche Bedeutung. Dreigeschossiger Putzbau mit Walmdach und rustikaler Kolossalordnung, drei Balkonreihen verbindend, Nebengebäude (Versorgungsgebäude) eingeschossig, Anlage hieß zu DDR-Zeit Julius-Fučik-Haus, erbaut im Dritten Reich als Erholungsheim des Reichsbundes der Deutschen Beamten (R.D.B.), auch „Haus Grenzwacht“ genannt. | 08980064 |
| Direkt Bild zu diesem Denkmal hochladen | Bahnwärterhaus und Nebengebäude | Christian-Schüller-Straße 17 (Karte)                                                   | Um 1895                                                                               | Im typischen Schweizerstil, verkehrsgeschichtliche Relevanz. Eingeschossiges Putzgebäude mit Drempel und überstehendem flachen Satteldach. | 08980065 |
| Direkt Bild zu diesem Denkmal hochladen | Wohnstallhaus und Scheune eines Zweiseithofes | Feldpöhl 22 (Karte)                                                                    | Um 1800                                                                               | Wohnstallhaus mit Fachwerk-Giebel, Gebäude in vogtländischer Konstruktion (Blockbauweise), baugeschichtliche Bedeutung. - Wohnstallhaus: Granitquadersockel, Blockkonstruktion, Stallteil massiv, hoher Drempel, Satteldach (teils Schiefer) Holzbalkendecke, Holzdachrinne - Scheune: verbrettert, Satteldach | 08980098 |
| Direkt Bild zu diesem Denkmal hochladen | Wohnhaus | Feldpöhl 24 (Karte)                                                                    | Bezeichnet mit 1814                                                                   | Putzbau mit Mansarddach und geohrtem Granitportal, markanter Baukörper, baugeschichtliche und womöglich ortsgeschichtliche Bedeutung. Unterkellert, alle Fenstergewände geohrt (Granit). | 08980097 |
|                                         | Friedhof Bad Brambach (Sachgesamtheit) | Fleißner Straße (Karte)                                                                | Nach 1880                                                                             | Sachgesamtheit Friedhof Bad Brambach, mit folgenden Einzeldenkmalen: Friedhofskapelle, Einfriedungsmauer, Leichenhalle und Grabmale (siehe Einzeldenkmal 08980081); ortsgeschichtlich von Bedeutung | 09304853 |
|                                         | Friedhofskapelle, Einfriedung, Leichenhalle und Grabmale (Einzeldenkmale zu ID-Nr. 09304853)                                                                                               | Fleißner Straße (Karte)                                                                | Nach 1880 (Friedhof); um 1950 (Kapelle)                                               | Einzeldenkmale der Sachgesamtheit Friedhof Bad Brambach; ortsgeschichtlich von Bedeutung. - Leichenhalle (Putzfassade) eingeschossig, Walmdach - Einfriedungsmauer aus Bruchstein (Granit) - Wandstelle mit Einfriedung, geschliffener Marmor, Renz 1931 - Wandstelle mit Erbbegräbnis Pilaster, Granitplatte Merkel/Boulton 1893 - Wandstelle mit Erbbegräbnis, Kunststein mit Einfriedung, Geipel 1900 - Wandstelle mit Erbbegräbnis, modern, Brauereibesitzer A. Renner seit 1868 - Wandstelle mit Erbbegräbnis Haustein/Klinker, Sonntag (Arzt) 1900 - Wandstelle Schüller (Radiumquelle) 1923 geschliffener Granit - Wandstelle Klinkert (Sprudelhersteller) 1900 geschliffener Granit - Kapelle Satteldach (Schiefer), Putzfassade | 08980081 |
| Direkt Bild zu diesem Denkmal hochladen | Wohnhaus | Fleißner Straße 33 (Karte)                                                             | Um 1930                                                                               | Putzbau im traditionalistischen Stil der 1920er/1930er Jahre, mit zeittypischen Fassadendetails, baugeschichtlich von Bedeutung. Eingeschossig, Satteldach (altdeutsche Schieferdeckung), teils Fensterläden. | 08980082 |
|                                         | Eisenbahnbrücke | Forst 6 (neben) (Karte)                                                                | 1900                                                                                  | Eisenbahnstrecke Plauen ob Bf–Bad Brambach–Cheb; Bogenbrücke, verkehrsgeschichtlich von Bedeutung | 08980102 |
| Direkt Bild zu diesem Denkmal hochladen | Bahnwärterhaus und Nebengebäude | Forst 12 (Karte)                                                                       | 1890                                                                                  | Authentisch erhaltenes Bahngebäude in Typenbauweise der Eisenbahnstrecke Plauen ob Bf – Bad Brambach – Cheb (6270, sä. PE), baugeschichtlich und eisenbahngeschichtlich von Bedeutung, eingeschossig, unverändert | 08980103 |
| Direkt Bild zu diesem Denkmal hochladen | Kriegerdenkmal für die Gefallenen des Ersten Weltkrieges | Fritz-Rödiger-Weg (Karte)                                                              | Nach 1918                                                                             | Ortsgeschichtlich von Bedeutung, Stein mit Platte | 08980089 |
| Direkt Bild zu diesem Denkmal hochladen | Ehemalige Gerberei, mit Anbau | Hammer 1 (Karte)                                                                       | Um 1800                                                                               | Zweigeschossiges Wohnstallhaus mit verbretterter Oberlaube und geohrtem Granitportal, steht im Kontext zur Hammermühle, baugeschichtliche und ortsgeschichtliche Bedeutung. Wohnstallhaus: Ziegel/Lehm, Stall: Bruchstein, geohrte Granitgewände, Oberlaube verbrettert, hohes Satteldach mit altdeutscher Schieferdeckung, Giebel mit Egerländer Fachwerk, Anbau massiv, Satteldach, Originalsubstanz: Oberlaube, Granitgewände, Holzpaneele, preußische Kappe. | 08980099 |
| Direkt Bild zu diesem Denkmal hochladen | Wohnstallhaus | Hammer 4 (Karte)                                                                       | Bezeichnet mit 1781                                                                   | Obergeschoss Fachwerk, Fachwerk-Giebel mit Egerländer Einflüssen, baugeschichtliche und ortsgeschichtliche Bedeutung. Erdgeschoss Lehmstock, Granitgewände der Fenster, geohrtes Granitportal, reich profilierte Kante, Satteldach mit altdeutscher Schieferdeckung. | 08980101 |
|                                         | Wohnstallhaus, Scheune und Hofpflaster eines Mühlenanwesens (Hammermühle) | Hammer 5 (Karte)                                                                       | Bezeichnet mit 1797 (Wohnhaus); bezeichnet mit 1800 (Stallteil des Wohnhauses)        | Fälschlicherweise als Hammermühle bezeichnet, Wohnstallhaus mit reich gestaltetem Fachwerk-Obergeschoss, Scheune verbrettert, baugeschichtliche und ortsgeschichtliche Bedeutung. Wohnstallhaus: Erdgeschoss massiv, teils Lehm, Granitgewände, reich profilierte Granitportale, teils K-Streben und Rauten, Egerländer Einfluss, Satteldach, altdeutsche Schieferdeckung. | 08980100 |
|                                         | Kriegerdenkmal für die Gefallenen des Ersten Weltkrieges | Kirchplatz (Karte)                                                                     | Nach 1918                                                                             | Ortsgeschichtlich von Bedeutung, Stein mit Bronzetafel | 08980075 |
| Direkt Bild zu diesem Denkmal hochladen | Kriegerdenkmal für die Gefallenen des Deutsch-Französischen Krieges 1870/1871 | Kirchplatz (Karte)                                                                     | Nach 1871                                                                             | Ortsgeschichtlich von Bedeutung, Stein mit Inschrift | 08980074 |
|                                         | Brunnen mit Reliefplatten | Kirchplatz 1 (neben) (Karte)                                                           | Bezeichnet mit 1923                                                                   | Baugeschichtliche und städtebauliche Bedeutung, Beton, Reliefs kniende Kinder | 08980073 |
| Direkt Bild zu diesem Denkmal hochladen | Pfarrhaus | Kirchplatz 2 (Karte)                                                                   | 2. Hälfte 19. Jahrhundert                                                             | Neogotisches Klinkergebäude, baugeschichtliche und ortsgeschichtliche Bedeutung. Hellrote Klinker mit dunkelroter Klinkergliederung, Sockel Polygonalmauerwerk, Satteldach (Schieferdeckung), Klinkerfassade mit Einflüssen der Hannoverschen Schule. | 08980077 |
|                                         | Michaeliskirche mit Kirchhof und Stützmauer | Kirchplatz 3 (Karte)                                                                   | 1844–1846 (Kirche); um 1920 (Turm, Freitreppe)                                        | Sakralbau im Rundbogenstil des 19. Jahrhunderts, baugeschichtlich und ortsgeschichtlich von Bedeutung. Saalkirche, Putzfassade, auf älteren Grundmauern als Neubau, Westturm, 1866 und 1957 Innenrestaurierung. Orgel: Thümmler. Zwei Grabplatten aus dem Vorgängerbau, Patronatsherr von Schirnding 1629, Pfarrer J. Schwarze 1700. Turm, Freitreppe und Einfriedung um 1920. | 08980076 |
|                                         | Wohnhaus | Markt 9 (Karte)                                                                        | Kern wohl 18. Jahrhundert; um 1850                                                    | Einfache klassizistische Putzfassade, ortsbildprägend, baugeschichtliche Bedeutung. Zwei Geschosse, Obergeschoss, gerade Fensterverdachung, Walmdach (Schiefer). | 08980095 |
|                                         | Straßenlaterne | Markt 10 (vor) (Karte)                                                                 | Um 1925                                                                               | Technikhistorisches Denkmal, Betonkörper | 08980072 |
| Direkt Bild zu diesem Denkmal hochladen | Wohnhaus | Mittelstraße 10 (Karte)                                                                | 1920er Jahre                                                                          | Im traditionalistischen Stil der 1920er Jahre, im Zusammenhang mit dem Kurwesen entstanden, baugeschichtliche Bedeutung. Sockel, Buckelquader, Treppenaufgang mit Säule, Walmdach (Schiefer) Gaupen. | 08980053 |
|                                         | Steinkreuz | Oberbrambacher Höhe (Karte)                                                            | 15./16. Jahrhundert                                                                   | Mord- und Sühnekreuz, ortsgeschichtlich von Bedeutung, Granit | 08980063 |
|                                         | Schillerquelle (Quellhaus, Einzeldenkmal zu ID-Nr. 09302147) | Oberreuther Straße (Karte)                                                             | 1891 (Quellenanlage); 1940–1941 (Quellhaus)                                           | Einzeldenkmal der Sachgesamtheit Park- und Kuranlage Bad Brambach; ortsgeschichtlich von Bedeutung, Bestandteil der Sachgesamtheit Kurpark. Quellhaus mit Walmdach, Erschließung der Quelle 1891 (ursprünglich als Schüllerquelle bezeichnet), Errichtung des Quellhauses 1940–1941, Umbau 1959. | 08980111 |
|                                         | Joliot-Curie-Haus (Kurhaus mit Rampe, Einzeldenkmal zu ID-Nr. 09302147) | Oberreuther Straße 11 (Karte)                                                          | Im Kern 1913; 1936                                                                    | Einzeldenkmal der Sachgesamtheit Park- und Kuranlage Bad Brambach; stattlicher Putzbau im traditionalistischen Stil, baugeschichtlich und ortsgeschichtlich von Bedeutung, Bestandteil der Kur- und Bädereinrichtung. Sockel Buckelquadermauerwerk, vier Geschosse, Putzfassade, Walmdach mit Dachreiter (Ziegel), seitlich Anbauten, Bleiglasfenster im Treppenhaus. | 08980047 |
| Direkt Bild zu diesem Denkmal hochladen | Häuslerhaus | Querstraße 10 (Karte)                                                                  | Bezeichnet mit 1830                                                                   | Eingeschossiges Wohnstallhaus mit Blockstube und Umschrot, Rest der alten Ortsbebauung, baugeschichtliche Bedeutung. Sockel verputzt, Wohnteil, Block mit Holztür und Gewände, Umschrot mit Fase profiliert, Giebel Egerländer Zierfachwerk, Satteldach (Eternit). Stall verputzt mit Granitgewände hofseitig Garageneinbruch. | 08980057 |
| Direkt Bild zu diesem Denkmal hochladen | Zollbeamtenwohnhaus (Doppelhaus), mit Einfriedung | Ringstraße 1, 2 (Karte)                                                                | Um 1936                                                                               | Im Heimatstil, Bestandteil eines Ensembles zusammen mit den Nummern 3–6, regionalgeschichtliche Bedeutung. Eingeschossig, Sockel: Buckelquader (Gneis?), originale Fenster und Fensterläden, Giebel verbrettert, Satteldach (Schiefer), Einfriedung: Buckelquader. | 08980105 |
| Direkt Bild zu diesem Denkmal hochladen | Zollbeamtenwohnhaus (Doppelhaus), mit Einfriedung | Ringstraße 3, 4 (Karte)                                                                | Um 1936                                                                               | Im Heimatstil, als Zollhäuser zusammenhängend errichtetes Ensemble (Nummern 1–6), regionalgeschichtlich von Bedeutung | 08980018 |
| Direkt Bild zu diesem Denkmal hochladen | Zollbeamtenwohnhaus (Doppelhaus), mit Einfriedung | Ringstraße 5, 6 (Karte)                                                                | Um 1936                                                                               | Im Heimatstil, als Zollhäuser zusammenhängend errichtetes Ensemble (Nummern 1–6), regionalgeschichtlich von Bedeutung | 08980468 |
| Direkt Bild zu diesem Denkmal hochladen | Wohnhaus (Nr. 12) mit Anbau (Nr. 13) und Einfriedung | Ringstraße 12, 13 (Karte)                                                              | Nach 1930                                                                             | Im traditionalistischen Stil der 1920er Jahre, baugeschichtliche Bedeutung. Zweigeschossiger massiver Putzbau auf rustikalem Sockel, Altan, Fenster-Schlagläden, Walmdach mit Ausbauten. | 08980104 |
| Direkt Bild zu diesem Denkmal hochladen | Duellstein | Röthenbach (Karte)                                                                     | Bezeichnet mit 1703, später verändert                                                 | Denkmal der Ortsgeschichte. Granitstele auf quadratischem Grundriss, vorkragender Sockel, pyramidaler oberer Abschluss, Inschrift „1703“. Gedenkstein erinnert an ein Duell, an dem ein Herr von Schirnding zu Brambach beteiligt war und 1703 zu Tode kam, ursprüngliche Kennzeichnung der Stelle durch einen Baum, in dem ein Kreuz und die Jahreszahl 1703 eingeschnitten war, später durch ein Steinkreuz (nachdem der Baum gefällt wurde). Als ein Kreuzarm abgebrochen war, soll es zu dem jetzt erhaltenen Obelisken umgearbeitet worden sein. | 08980477 |
| Direkt Bild zu diesem Denkmal hochladen | Wohnhaus (Heidehaus) | Röthenbach 3 (Karte)                                                                   | 1932                                                                                  | In Holzkonstruktion, womöglich von der Firma Christoph & Unmack, Heimatstil-Architektur, baugeschichtliche Bedeutung. Sockel Buckelquader, polygonale Eckerker, Giebel verbrettert, Satteldach (Ziegel). | 08980051 |
|                                         | Gasthof Stadt Dresden | Schönberger Straße 2 (Karte)                                                           | Bezeichnet mit 1796                                                                   | Putzbau mit Mansarddach (Kunstschiefer), an ortsbildprägender Stelle, baugeschichtlich und ortsgeschichtlich von Bedeutung. Zwei Geschosse, Erdgeschoss, Rundbogenfenster und Schlussstein, Kreuzgratgewölbe, Holzbalkendecke. | 08980067 |
| Direkt Bild zu diesem Denkmal hochladen | Häuslerhaus | Schönberger Straße 5 (Karte)                                                           | Um 1900                                                                               | Vogtlandtypisches eingeschossiges Wohnstallhaus, teils massiv, teils Holzkonstruktion mit Verbretterung, baugeschichtlich und sozialgeschichtlich von Bedeutung. Stallteil: Bruchstein verputzt, Wohnteil verbrettert, Drempel verbrettert, Giebel verbrettert, Satteldach. | 08980062 |
| Direkt Bild zu diesem Denkmal hochladen | Wohnhaus (Braun-Haus) | Schönberger Straße 12 (Karte)                                                          | 1920er Jahre                                                                          | Putzbau mit Mansarddach, baugeschichtliche Relevanz. Zwei Geschosse, Sockel Polygonalmauerwerk, Fensterläden, Eckerker, Mansarddach mit Gaupen (Schiefer). | 08980061 |
| Direkt Bild zu diesem Denkmal hochladen | Wohnhaus (mit vier Hauseingängen) | Schönberger Straße 22, 24, 26, 28 (Karte)                                              | Um 1925                                                                               | Putzbau im Stil der 1920er Jahre, baugeschichtliche Bedeutung. Hoher Buckelquadersockel, zwei Geschosse, Mittelrisalit, Putzgliederungen, Walmdach (Schiefer neu). | 08980106 |
| Direkt Bild zu diesem Denkmal hochladen | Textilfabrik mit Einfriedung (ehemalige Tapisseriefabrik Richard Stübiger) | Schönberger Straße 23 (Karte)                                                          | Um 1920                                                                               | Denkmal der Bau-, Orts- und Industriegeschichte. Buckelquadersockel, Obergeschoss und Erdgeschoss Putzfassade, Giebelaufbau, alter Gehölzbestand. | 08980060 |
| Direkt Bild zu diesem Denkmal hochladen | Eisenbahnbrücke | Schönberger Straße 23 (neben) (Karte)                                                  | 1933                                                                                  | Spannbetonbrücke der Bahnstrecke Plauen–Cheb, Unterführung der Schöneberger Straße unter dem Eisenbahndamm, Denkmal der Verkehrsgeschichte. Quadermauerwerk mit Tonne und Schlussstein, gemauerte Wangen. | 08980059 |
| Direkt Bild zu diesem Denkmal hochladen | Wohnhaus | Schulstraße 12 (Karte)                                                                 | Um 1930                                                                               | Im Stil der 1920er Jahre, von guter architektonischer Linie, baugeschichtlich von Bedeutung. Zwei Geschosse, Buckelquadersockel, Eisengitter, originale Fenster erhalten, Walmdach (altdeutsche Schieferdeckung). | 08980088 |
| Direkt Bild zu diesem Denkmal hochladen | Straßenbrücke über den Hohendorfer Bach | Sprudelweg (Karte)                                                                     | Ende 19. Jahrhundert                                                                  | Bogenbrücke, Denkmal der Verkehrsgeschichte. Quadermauerwerk mit Tonne und Schlussstein, gemauerte Wangen. | 08980058 |
| Direkt Bild zu diesem Denkmal hochladen | Villa mit Einfriedung | Talstraße 5 (Karte)                                                                    | Um 1910                                                                               | Als Kurpension genutzt, mit dominantem Giebel, Reformstil-Architektur, baugeschichtliche Bedeutung. Sockel unverputzt, Balkon auf Stützen, Fensterläden, dominantes Dachhaus mit Dreiecksgiebel und Lünette, zwei Satteldachgaupen, Schieferdeckung, Walmdach. | 08980055 |
| Direkt Bild zu diesem Denkmal hochladen | Häuslerhaus | Untere Penzelgasse 3 (Karte)                                                           | 1. Hälfte 19. Jahrhundert, eventuell älter                                            | Vogtländisches eingeschossiges Wohnstallhaus, zum Teil in Fachwerkbauweise, baugeschichtlich von Bedeutung. Stallteil später massiv und verputzt. Wohnteil: Fachwerk teils noch Lehmstock, Ziegelausbesserung, Obergeschoss im Giebel Fachwerk, Blechdach mit Überstand, Krüppelwalm (Schindeln erhalten). | 08980092 |
|                                         | Vierseithof mit Wohnstallhaus (Nr. 6), Seitengebäude (Nr. 4/6, mit Oberlaube), Scheune, zweites Seitengebäude (Nr. 2), Hofpflasterung sowie Pechpfannen und Wassertrog, heute Heimatmuseum | Zollstraße 2, 4, 6 (Karte)                                                             | Bezeichnet mit 1811 (Wohnstallhaus); 1850 (Seitengebäude); bezeichnet mit 1886 (Trog) | Geschlossene Hofanlage, vermutlich ehemaliger Zwillingshof, baugeschichtliche, sozialgeschichtliche und ortsentwicklungsgeschichtliche Relevanz. - Wohnstallhaus: eingeschossig, zwei Granitportale mit Quastenzier, Giebel Ornamentverschieferung (1884), Satteldach - Stall: zwei Geschosse (Putzfassade), seltene Oberlaube 1850, Satteldach (Schiefer) davor Hofpflasterung - Scheune (verbrettert) - Nebengebäude (verputzt) zwei Geschosse, Satteldach - Zwei Pechpfannen: erste komplett, restauriert, zweite Bruchstücke mit Beton 1972 restauriert, 93 × 85 × 35 und 87 × 82 × 43 cm | 08980086 |
| Direkt Bild zu diesem Denkmal hochladen | Wohnhaus mit Einfriedung und Garten (Gehölzbestand) | Zollstraße 3 (Karte)                                                                   | Um 1925                                                                               | Villenartiges Gebäude, Putzbau im Stil der 1920er Jahre, baugeschichtliche Bedeutung. Eingeschossig mit Sockel, Gurtgesims, aufwändige Eingangsgestaltung, markanter Eckerker, Satteldach (Ziegel). | 08980087 |

## Bärendorf
| Bild                                    | Bezeichnung                                 | Lage               | Datierung | Beschreibung | ID       |
| --------------------------------------- | ------------------------------------------- | ------------------ | --------- | --- | -------- |
| Direkt Bild zu diesem Denkmal hochladen | Wohnstallhaus und Scheune eines Bauernhofes | Oberdorf 5 (Karte) | Um 1850   | Wohnstallhaus eingeschossiger Putzbau, Scheune verbrettert, regionaltypische Gebäude, baugeschichtlich von Bedeutung. Wohnstallhaus massiv (ehemalig), hoher Kniestock (verbrettert), rückwärtiger Anbau verbrettert, Satteldach mit Eternit/altdeutsche Schieferdeckung (vermutlich Balkendecke). | 08980015 |

## Gürth
| Bild                                    | Bezeichnung | Lage                               | Datierung                                                                    | Beschreibung | ID       |
| --------------------------------------- | --- | ---------------------------------- | ---------------------------------------------------------------------------- | --- | -------- |
|                                         | Denkmalschutzgebiet Waldhufendorf Gürth (Vorschlag) | (Gürth) (Karte)                    |                                                                              | Denkmalschutzgebiet Waldhufendorf Gürth (Vorschlag) | 09246640 |
| Direkt Bild zu diesem Denkmal hochladen | Zollbeamtenwohnhaus (Doppelhaus) | Am Gürther Kreuz 2, 4 (Karte)      | 1938                                                                         | Original erhaltenes Wohnhaus, kleiner Haustyp, baugeschichtlich und ortsgeschichtlich von Bedeutung. Sockel Naturstein, Schichtenmauerwerk, Haustüren original, eingeschossiger Putzbau in landschaftstypischer Gestaltung, steiles Satteldach mit Schieferdach, neben Haus an Giebelseite Bretterschuppen, zweireihig angeordnete Schleppgaupen mit Holzverschalung, Giebelseiten ebenfalls holzverschalt. | 08975226 |
| Direkt Bild zu diesem Denkmal hochladen | Zollbeamtenwohnhaus (Doppelhaus) | Am Gürther Kreuz 6, 8 (Karte)      | 1938                                                                         | Original erhaltenes Wohnhaus, kleiner Haustyp, baugeschichtlich und ortsgeschichtlich von Bedeutung. Sockel Naturstein, Schichtenmauerwerk, Haustüren original, eingeschossiger Putzbau in landschaftstypischer Gestaltung, steiles Satteldach mit Schieferdach, neben Haus an Giebelseite Bretterschuppen, zweiseitig angeordnete Schleppgaupen mit Holzverschalung (diese auch an Giebelseiten), noch Fensterläden an einer Giebelseite. | 08975227 |
| Direkt Bild zu diesem Denkmal hochladen | Zollbeamtenwohnhaus (Doppelhaus) | Am Gürther Kreuz 10, 12 (Karte)    | 1938                                                                         | In gutem Originalzustand, kleiner Typ der Zollhäuser, baugeschichtlich und ortsgeschichtlich von Bedeutung. Sockel Naturstein, Schichtenmauerwerk, Haustüren original, eingeschossiger Putzbau in landschaftstypischer Gestaltung, steiles Satteldach mit Schieferdach, neben Haus an Giebelseite Bretterschuppen, zweiseitig angeordnete Schleppgaupen mit Holzverschalung (diese auch an Giebelseiten), keine Fensterläden erhalten. | 08975228 |
| Direkt Bild zu diesem Denkmal hochladen | Friedhof Gürth (Sachgesamtheit) | Gürther Straße (Karte)             | Um 1900                                                                      | Schlichter Dorffriedhof ohne gestalterische Besonderheiten, mit einfachen zeittypischen Grabstätten, Leichenhalle schlichter Putzbau mit Satteldach, heimatgeschichtlicher Wert | 08975200 |
|                                         | Wohnstallhaus, Scheune, Seitengebäude und Wassertrog eines Dreiseithofes                                                                                | Gürther Straße 2 (Karte)           | Um 1800                                                                      | Wohnstallhaus eingeschossig mit verschiefertem Giebel, zeit- und landschaftstypisches Bauerngehöft in gutem Originalzustand, von baugeschichtlicher und landschaftsprägender Bedeutung. - Wohnhaus: Erdgeschoss massiv, Umschrot, Giebel Fachwerk mit schöner Ornamentverschieferung, Satteldach, Fenstergewände, Türportale Granit an Wohnteil und Stall, Gurtkappengewölbe (desolat) - Schuppen: Remise, hofseitig offen mit Stützen und Kopfbändern, Fachwerk verbrettert, Satteldach mit Schindeldeckung und Blechüberdeckung - Scheune: Fachwerk verbrettert, Satteldach, zweigeschossig, Schablonendeckung/Schiefer | 08975201 |
| Direkt Bild zu diesem Denkmal hochladen | Pechpfanne | Gürther Straße 2 (bei) (Karte)     | Vor 1800                                                                     | Ursprünglicher Standort oberhalb des Hofes am Waldrand, heimatgeschichtlich von Bedeutung. Zur Pechherstellung, 1:4 mit Leinöl vermischt, dann für Wagenschmiere verwendet, ursprünglicher Standort oberhalb des Hofes am Waldrand. | 08975202 |
| Direkt Bild zu diesem Denkmal hochladen | Wohnstallhaus, Scheune, Seitengebäude, Hofwand und Wassertrog eines Dreiseithofes                                                                       | Gürther Straße 3 (Karte)           | Um 1800                                                                      | Ursprünglich erhaltener Bauernhof, eingeschossiges Wohnstallhaus mit Umschrot und verbrettertem Giebel, Scheune und Seitengebäude verbretterte Fachwerkbauten, von hoher heimatgeschichtlicher und landschaftsgestaltender Bedeutung. - Wohnstallhaus: Erdgeschoss massiv, Granitfenstergewände, Holzvorhäuschen mit Schiebefenstern, Umschrot, Giebel verbrettert, Fachwerk, Satteldach, Holzdachrinne, Hofabschluss Holz, Tor und Pforte, Gang zum Stall erhalten, Kellergewölbe, Tür, innen böhmisches Kappengewölbe mit Gurtbögen - Seitengebäude: ursprünglich Backofen, Remise, Wassertrog, Satteldach, verbrettert, Kannelholz (für Unterbringung der Milchkannen) - Scheune: zweigeschossig, Fachwerk, unten ausgeblockt, verbrettert, Satteldach, zweiflügeliges Holztor mit außenliegenden Holzbeschlägen, Tenne mit Bohlenbelag, an allen Gebäuden Holzdachrinnen | 08975203 |
| Direkt Bild zu diesem Denkmal hochladen | Ehemalige Mühle mit Wohnstallhaus, zwei Mühlsteinen, Scheune, Seitengebäude, Hofwand und Resten des Mühlteichs                                          | Gürther Straße 4 (Karte)           | Um 1800                                                                      | Wohnstallhaus Obergeschoss Fachwerk verbrettert, Scheune Fachwerk verbrettert, gut im Originalzustand erhaltene Hofanlage, baugeschichtlich und ortsgeschichtlich von Bedeutung. - Wohnstallhaus: zweigeschossig, Erdgeschoss massiv unterfahren, steiles Satteldach, Schieferdeckung, technische Mühlenausstattung nicht erhalten - Scheune: zweigeschossig, flachgeneigtes Satteldach, Remise - Schuppen/Seitengebäude: zweigeschossig, Erdgeschoss massiv, Obergeschoss Fachwerk verbrettert, Satteldach, ursprünglich Remise, Haus baulich verändert, vor Eingang zwei Mühlsteine | 08975204 |
| Direkt Bild zu diesem Denkmal hochladen | Scheune eines Dreiseithofes | Gürther Straße 5 (Karte)           | Vor 1800                                                                     | Original erhaltene Blockscheune von baugeschichtlicher Bedeutung. Auf Bruchsteinsockel stehende kleine Blockscheune, zweiflügeliges Holztor mit außenliegenden Holzbeschlägen, Satteldach, Holzdachrinnen. | 08975205 |
| Direkt Bild zu diesem Denkmal hochladen | Wohnstallhaus und Scheune sowie Wassertrog und Handschwengelpumpe eines ehemaligen Vierseithofes                                                        | Gürther Straße 7 (Karte)           | 2. Hälfte 18. Jahrhundert (Wohnstallhaus); bezeichnet mit 1768 (Scheune)     | Zweigeschossiges verbrettertes Wohnstallhaus mit Laubengang und Blockstube, baugeschichtlich und wirtschaftsgeschichtlich von Bedeutung, Scheune verbrettert, zeit- und landschaftstypische Hofanlage von hohem heimatgeschichtlichen Wert. - Wohnstallhaus: Frackdach, Erdgeschoss Blockstube, Stallteil Bruchstein, im Obergeschoss zweijochige Oberlaube mit Kopfstreben, Obergeschoss Fachwerk verbrettert mit Wetterschrägen, am Wohnhaus überdachter Gang, Satteldächer, Holzdachrinne, Tür mit Holzeinfassung - Scheune: winkelförmig angebaut, zweigeschossig, Fachwerk ausgeblockt, Satteldach, Tenne mit Bohlenbelag, eine der bedeutendsten Wohnanlagen des Dorfes, Wohnstallhaus singulär aufgrund der Laube | 08975207 |
| Direkt Bild zu diesem Denkmal hochladen | Pechpfanne | Gürther Straße 7 (bei) (Karte)     | Vor 1800                                                                     | Runder Stein, im Bauernhof stehend, heimatgeschichtlich von Bedeutung | 08975206 |
| Direkt Bild zu diesem Denkmal hochladen | Wohnstallhaus, Scheune und zwei Hofwände eines Zweiseithofes                                                                                            | Gürther Straße 8 (Karte)           | 1896                                                                         | Gut erhaltener Bauernhof in zeittypischer Gestaltung, Wohnstallhaus eingeschossiger Ziegelbau, Scheune verbrettert, Beispiel der Bauweise der Jahrhundertwende um 1900, einer der wenigen Höfe aus dieser Zeit, in gutem Originalzustand, baugeschichtlich und ortsentwicklungsgeschichtlich von Bedeutung, nach Brand von zwei Höfen 1896 neu erbaut. - Wohnstallhaus: Klinkerbau mit Drempelgeschoss, Satteldach, Sohlbänke Granit, Sockel Werkstein - Scheune: zweigeschossig, Fachwerk verbrettert, Satteldach, ohne Veränderung, große Hofwand (neu erbaut), eine Leiter der Ortsfeuerwehr auf Rollen unter Scheunenboden hängend | 08975208 |
|                                         | Ehemalige Schule | Gürther Straße 9 (Karte)           | Bezeichnet mit 1846                                                          | Zeittypischer Putzbau in sehr gutem Originalzustand, ortsbildprägendes kleines Schulhaus mit Dachreiter, ortsgeschichtlich von Bedeutung. Eingeschossig mit Drempel, vier Achsen, Winterfenster vierflügelig mit Sprossung, Türportal Granit, mit bezeichnetem Schlussstein, Eingang in Mitte Traufseite, drei Stufen vor Hauseingang, flachgeneigtes Satteldach mit Dachreiter mit Pyramidenhelm, eine Gaupe mit Satteldach, Haustür zweiflügelig mit sprossengeteiltem Oberlicht und je drei Kassettenfüllungen, Giebelseite drei Achsen. | 08975209 |
| Direkt Bild zu diesem Denkmal hochladen | Wohnstallhaus und Scheune eines Zweiseithofes, Teil eines Zwillingshofes (mit Nr. 11)                                                                   | Gürther Straße 10 (Karte)          | Vor 1800 (Scheune); im Kern um 1800 (Wohnstallhaus); um 1900 (Wohnstallhaus) | Wohnstallhaus eingeschossiger Ziegelbau, Scheune verbrettert, zeit- und landschaftstypischer Bauernhof, durch dominante Lage von landschaftsgestaltender Bedeutung. - Scheune: wertvollstes Gebäude des Hofes, eingeschossig, Fachwerk ausgeblockt, mit historischer Verbretterung, Satteldach, alte Schindeldeckung unter Blechdach, Tore mit außenliegenden Holzbeschlägen, Granitwassertrog - Wohnhaus: leicht verändert, Satteldach mit Schieferdeckung, darunter Schindeln, Holzdachrinne, Gang, tonnengewölbter Keller Bruchstein - Wohnbereich: Klinker, dahinter Lehmziegel, noch schöne Holzfenster von um 1900, Fensterläden, ein Fenster im Giebel zu groß, dort nicht original verkleidet, für die Wirkung des Ensembles ist die Scheune des Nachbarhauses (Nummer 11) wichtig | 08975210 |
| Direkt Bild zu diesem Denkmal hochladen | Wohnstallhaus und Scheune eines ehemaligen Dreiseithofes, Teil eines Zwillingshofes (mit Nr. 13)                                                        | Gürther Straße 12 (Karte)          | Um 1800                                                                      | Leicht verändertes Wohnstallhaus, eingeschossiges Gebäude mit Umschrot und verbrettertem Fachwerkgiebel, verbretterte Scheune original erhalten, baugeschichtlich von Bedeutung. - Wohnstallhaus: Erdgeschoss massiv, Umschrot, Giebel Fachwerk verbrettert, zu großes Fenster, Satteldach - Scheune: Fachwerk, zweigeschossig, flachgeneigtes Satteldach (nach 1800) | 08975211 |
| Direkt Bild zu diesem Denkmal hochladen | Wohnstallhaus (Umgebinde), Scheune und Hofwand eines ehemaligen Dreiseithofes, Teil eines Zwillingshofes (mit Nr. 12)                                   | Gürther Straße 13 (Karte)          | Ende 18. Jahrhundert                                                         | Eingeschossiges Wohnstallhaus mit verschiefertem Giebel, Scheune Fachwerk verbrettert, zeit- und landschaftstypischer Bauernhof in gutem Originalzustand, baugeschichtlich von Bedeutung. - Wohnstallhaus mit Blockstube auf Bruchsteinsockel, Umschrot, Satteldach, Gang, Wassertrog vor Wohnhaus aus Granit - Scheune: zweigeschossig, Satteldach, Holztor mit Überdachung, Granit- und Schieferplatten vor Haus, Umgebindekonstruktion am Giebel des Hauses verschiefert | 08975212 |
| Direkt Bild zu diesem Denkmal hochladen | Wohnstallhaus, Scheune, Seitengebäude und Hofwand eines Dreiseithofes                                                                                   | Gürther Straße 14 (Karte)          | Um 1800                                                                      | Eingeschossiges Wohnstallhaus mit Blockstube, ein Giebel verschiefert, Scheune Fachwerk verbrettert, zeit- und landschaftstypische Hofanlage von heimatgeschichtlicher und landschaftsgestaltender Bedeutung. - Wohnhaus: Satteldach, Egerländer Fachwerk, kleiner Teil des Hauses massiv ersetzt, Stallteil Bruchsteinmauerwerk, dort der Giebel verschiefert - Scheune: zweigeschossig, Satteldach, ohne Veränderungen - Remise/Seitengebäude: eingeschossig, Fachwerk verbrettert, Satteldach, Wassertrog - Hofbäume, Obstbaumwiese wichtig für das Erscheinungsbild des Hofes, der dazugehörige Wassertrog steht heute in Brambach | 08975213 |
| Direkt Bild zu diesem Denkmal hochladen | Wohnstallhaus, Scheune und Wassertrog (mit Stollenwasserversorgung) eines Dreiseithofes                                                                 | Gürther Straße 15 (Karte)          | Bezeichnet mit 1799                                                          | Wohnhaus mit Umschrot und Blockstube, ein Giebel verbrettert, zweigeschossige Scheune Fachwerk verbrettert, zeit- und landschaftstypischer Bauernhof in sehr gutem Originalzustand, heimatgeschichtlich bedeutsam aufgrund guten Originalzustandes. Wohnhaus: Stallteil massiv, Blockstube mit Verbretterung, Umschrot, steiles Satteldach, neue Wetterfahne mit Datierung 1799. | 08975214 |
| Direkt Bild zu diesem Denkmal hochladen | Wohnstallhaus (Umgebinde), Scheune, Schuppen und Seitengebäude sowie Wassertrog und Hofwand eines Vierseithofes, Teil eines Zwillingshofes (mit Nr. 18) | Gürther Straße 17 (Karte)          | Vermutlich 1. Hälfte 18. Jahrhundert; bezeichnet mit 1804 (Wassertrog)       | Wohnstallhaus Obergeschoss Fachwerk mit K-Streben, Blockstube erhalten, Scheune Fachwerk verbrettert, geschlossen erhaltener Bauernhof in ausgezeichnetem Originalzustand, baugeschichtlich von Bedeutung, hölzerner Hofabschluss an beiden Hofseiten, dort ursprünglich Viehwaage, der Holzanbau noch erhalten. - Wohnhaus: zweigeschossig, Rautenornament am Giebel, Wilder Mann, Stallteil massiv, verbrettert mit Umgebinde, Tür mit Holzeinfassung, alte Haustür erhalten, Satteldach, im Wohnhaus Schwarze Küche mit alter Esse - Scheune: zweigeschossig, Giebeldreieck verschiefert, Satteldach, ausgeblockt, in Scheune alte Dreschmaschine - Schuppen: zweigeschossig, Satteldach - Remise/Seitengebäude: zweigeschossig, Erdgeschoss heute massiv und zu Stall umgebaut, Satteldach, Granitwassertrog im Hof, bezeichnet mit „18 JWZ 04“ | 08975215 |
| Direkt Bild zu diesem Denkmal hochladen | Pechpfanne | Gürther Straße 17 (bei) (Karte)    | 19. Jahrhundert                                                              | Entlang des Weges zum Friedhof, zirka 10 m im Feld gelegen (Originalstandort), heimatgeschichtlich von Bedeutung | 08975216 |
| Direkt Bild zu diesem Denkmal hochladen | Wohnstallhaus (Umgebinde), Scheune, Seitengebäude, Schuppen, Wassertrog und Hofwand eines Vierseithofes, Teil eines Zwillingshofes (mit Nr. 17)         | Gürther Straße 18 (Karte)          | 1787 Dendro                                                                  | Wohnstallhaus mit Fachwerk-Obergeschoss und Granittürportal, Scheune Fachwerk verbrettert, baugeschichtlich und heimatgeschichtlich von Bedeutung. - Wohnhaus: Stall mit gebustem Kreuzgratgewölbe mit einem Granitpfeiler, Blockstube, Kehlbalkendach mit liegendem Dachstuhl, Holzstiegen mit angewendeltem Treppenanfang, Schwarze Küche, Granittürportal bezeichnet mit 1805, aufwendig gestaltetes Wohnhaus mit Umgebinde in ausgezeichnetem Originalzustand, engstieliges Fachwerk an Giebeln und im Obergeschoss, Blockstube verbrettert, mit Umgebinde, Stallteil Bruchstein, verputzt, Satteldach, Keller tonnengewölbt, am Wohnhaus noch teilweise Schiebefenster - Seitengebäude: hinterer Hofabschluss, Fachwerk zweigeschossig, verbrettert, auf Bruchsteinsockel, hinten kleiner Bauerngarten, im Hof Granitwassertrog - Scheune: straßenseitig, zweigeschossig, Fachwerk verbrettert und ausgeblockt, mit vorkragendem Anbau (Laube?), im Sockelbereich Stallung für Kleintierhaltung baulich verändert (verkleinert) - Wassertrog: Granit, unmittelbar vor Wohnhaus | 08975217 |
| Direkt Bild zu diesem Denkmal hochladen | Ehemaliger Gasthof | Gürther Straße 20a (Karte)         | Bezeichnet mit 1829, später überformt                                        | Obergeschoss Fachwerk verbrettert, Granittürportal Granitportal bezeichnet mit „18 JASt 29“, ortsbildprägendes Gebäude in landschafts- und zeittypischer Gestalt, ortsgeschichtlich von Bedeutung. Im Erdgeschoss teilweise noch Blockwände, Brunnen am Haus, zwei tonnengewölbte Keller, zweigeschossig, Erdgeschoss massiv, Krüppelwalmdach, traufseitiger zweigeschossiger Anbau an Straßenseite mit Verbretterung und Krüppelwalmdach nachträglich, Treppenspindel mit gewendelter Treppe, im Obergeschoss Kammergang. | 08975218 |
| Direkt Bild zu diesem Denkmal hochladen | Wohnhaus eines Bauernhofes | Gürther Straße 20b (Karte)         | 1898                                                                         | Original erhaltener Klinkerbau mit aufwendig gestaltetem originalen Hauseingang, ortsentwicklungsgeschichtlich von Bedeutung. Eingeschossig, Drempelgeschoss, Klinkerfassade, Satteldach, Zwerchhaus mit Zwei-Achsen-Rundbogenfenster, verziert mit gelben und roten Klinkern, im Erdgeschoss Fensteröffnungen mit Segmentbogen, Sockel Granit als Schichtmauerwerk, verzierte Schwebegiebel an Giebelseiten und Zwerchhaus, schöne zweiflügelige Haustür mit Oberlicht, Vorhaus Holzkonstruktion mit Historismuszierat. | 08975219 |
| Direkt Bild zu diesem Denkmal hochladen | Milchhaus (mit Milchrampe) | Gürther Straße 20b (neben) (Karte) | Um 1930                                                                      | Standort leicht verändert, nur noch selten in Dörfern erhalten, Dokument dörflichen Lebens, ortsgeschichtlich von Bedeutung, heimatgeschichtlicher Wert. Eingeschossiger Fachwerkbau mit Verbretterung, flachgeneigtem Satteldach und Milchrampe, Verschalung mit Deckleisten. | 08975220 |
| Direkt Bild zu diesem Denkmal hochladen | Wohnstallhaus, zwei Scheunen und Wassertrog eines Dreiseithofes, Teil eines Zwillingshofes (mit Nr. 22)                                                 | Gürther Straße 21 (Karte)          | Um 1800 (Wohnstallhaus); bezeichnet mit 1801 (Wassertrog)                    | Eingeschossiges Wohnstallhaus, Blockstube teilweise erhalten, Scheunen verbrettert, weitestgehend original erhaltene Wohn- und Wirtschaftsgebäude eines Bauernhofes, baugeschichtlich von Bedeutung. - Wohnstallhaus: Stallteil massiv, Kellergewölbe, Umschrot, Satteldach, trotz Modernisierung sehr gut erhalten - Scheune: Fachwerk, im Erdgeschoss ausgeblockt, zweigeschossig, flachgeneigtes Satteldach, Fachwerk verbrettert, Wassertrog bezeichnet mit „FGST 1801“ (Friedrich Gustav Stöß) | 08975221 |
| Direkt Bild zu diesem Denkmal hochladen | Wohnstallhaus, Scheune, Schuppen und Wassertrog eines Bauernhofes, Teil eines Zwillingshofes (mit Nr. 21)                                               | Gürther Straße 22 (Karte)          | 1790–1829 laut Auskunft des Nachbarn                                         | Eingeschossiges Wohnstallhaus mit verbrettertem Giebel, Scheune Fachwerk verbrettert, zeit- und landschaftstypischer Bauernhof, von heimatgeschichtlicher Bedeutung. - Wohnstallhaus: Erdgeschoss massiv unterfahren, Stallteil Bruchstein, Obergeschoss Fachwerk – als Drempelgeschoss ausgebildet, Satteldach, nachträglich traufseitiger zweigeschossiger massiver Anbau (trotzdem ursprüngliche Gestalt weitgehend erhalten) - Scheune (Flurstück 28/2, gehört wohl zu Nummer 21, nur Schuppenanbau zu Nummer 22): zweigeschossig, Fachwerk, im Erdgeschoss ausgeblockt, verbrettert, Satteldach - Feldscheune/Scheune: zweigeschossig, Fachwerk verbrettert, Satteldach | 08975222 |
| Direkt Bild zu diesem Denkmal hochladen | Wohnstallhaus, Seitengebäude und zwei Scheunen eines Bauernhofes, Teil eines Zwillingshofes (mit Nr. 24)                                                | Gürther Straße 23 (Karte)          | Nach 1800, später überformt (Wohnstallhaus); um 1850 (Scheune)               | Wohnstallhaus Obergeschoss Fachwerk verbrettert bzw. verschiefert, Scheunen Fachwerk verbrettert, landschaftstypischer Bauernhof in gutem Originalzustand, baugeschichtlich von Bedeutung, im Hof Wassertrog, Hof abgeschlossen durch Hofwand. - Wohnhaus: massiv unterfahren um 1900, mit schönem Holzvorhäuschen (Jugendstilornamentik), im Erdgeschoss Blumenkästen mit Jugendstilornamentik, Satteldach mit Schieferdeckung, darunter Schindeldeckung - Scheune und Feldscheune: zweigeschossig, flachgeneigtes Satteldach - Remise: zweigeschossig, Fachwerk Obergeschoss verbrettert, Satteldach | 08975223 |
| Direkt Bild zu diesem Denkmal hochladen | Wohnstallhaus, Seitengebäude, Hofwand und Wassertrog eines Bauernhofes, Teil eines Zwillingshofes (mit Nr. 23)                                          | Gürther Straße 24 (Karte)          | 2. Hälfte 18. Jahrhundert (Wohnstallhaus); bezeichnet mit 1790 (Wassertrog)  | Wohnstallhaus mit strebenreichem Fachwerk-Obergeschoss, Seitengebäude mit Fachwerkobergeschoss, zeit- und landschaftstypischer Bauernhof in gutem Originalzustand, baugeschichtlich von Bedeutung. - Wohnhaus: zweigeschossig, Blockstube erneuert, alte Holzeinfassung der Haustür erhalten, Stallteil Bruchstein, Fachwerk Obergeschoss strebenreich, Schwelle mit Kehlung, Satteldach, Schwarze Küche, liegender Dachstuhl, Deutsche Esse ab Obergeschoss erhalten, Rautenornament im Giebeldreieck - Schuppen/Remise: links unten Blockstall für Schafe, Obergeschoss Fachwerk, als Schulstube genutzt, Satteldach, neue Schindeldeckung, grundlegend 1995/96 restauriert - Hofwand erneuert (Kopie ursprünglicher Gestalt), Wassertrog bezeichnet mit „JAR“ | 08975224 |
| Direkt Bild zu diesem Denkmal hochladen | Pechpfanne | Gürther Straße 24 (vor) (Karte)    | Vor 1800                                                                     | Vor Hofanlage liegend, heimatgeschichtlich von Bedeutung. | 08975225 |

## Hohendorf
| Bild                                    | Bezeichnung                         | Lage                   | Datierung                          | Beschreibung | ID       |
| --------------------------------------- | ----------------------------------- | ---------------------- | ---------------------------------- | --- | -------- |
|                                         | Steinkreuz                          | Deckerstraße (Karte)   | 15./16. Jahrhundert                | Granit, mit Ritzzeichen, Denkmal der Ortsgeschichte | 08980020 |
| Direkt Bild zu diesem Denkmal hochladen | Gasthof Zum Wiesental mit Saalanbau | Hauptstraße 15 (Karte) | Bezeichnet mit 1833, im Kern; 1910 | Schlichter Putzbau mit Mansarddach, bau- und ortsgeschichtliche Bedeutung. Zwei Geschosse, Sockel Granitpolygonalmauerwerk, im Erdgeschoss Rundbogenfenster, Obergeschoss Balkon, ursprüngliches Fassadenrelief verloren, Zwerchhaus, Mansarddach mit Schieferdeckung, seitlich Granitgewände mit Jahreszahl 1833. | 08980021 |
| Direkt Bild zu diesem Denkmal hochladen | Pechpfanne                          | Mühlweg (Karte)        | 19. Jahrhundert                    | Zeugnis ländlicher Handwerkstradition, heimatgeschichtlich von Bedeutung | 08980019 |
|                                         | Ausflugscafé (Waldcafé)             | Röthenbach 9 (Karte)   | 1933–1934                          | Hölzerner Pavillon, als nahes Ausflugsziel für die Kurgäste Bad Brambachs gebaut, ortshistorische und baugeschichtliche Bedeutung. Grundriss runde Holzkonstruktion, verbrettert, Flachdach. | 08980034 |

## Oberbrambach
| Bild                                    | Bezeichnung                     | Lage                     | Datierung                  | Beschreibung | ID       |
| --------------------------------------- | ------------------------------- | ------------------------ | -------------------------- | --- | -------- |
| Direkt Bild zu diesem Denkmal hochladen | Backhaus                        | Sprudelstraße (Karte)    | Vermutlich 19. Jahrhundert | Zeugnis ländlicher Lebensweise, ortsgeschichtlich von Bedeutung, unverputztes Mischmauerwerk, Satteldach | 08980040 |
| Direkt Bild zu diesem Denkmal hochladen | Wohnstallhaus eines Bauernhofes | Sprudelstraße 13 (Karte) | Um 1905                    | Ländliches Wohngebäude mit Einflüssen des Schweizerstils, baugeschichtliche Bedeutung. Eingeschossig, Mittelrisalit mit Giebel, Eckquaderung und verbrettertem Giebel mit geschnitzten Ornamenten, Satteldach mit zwei Gaupen, Schieferdeckung. | 08980041 |

## Raun
| Bild                                    | Bezeichnung | Lage                           | Datierung | Beschreibung | ID       |
| --------------------------------------- | --- | ------------------------------ | --- | --- | -------- |
| Direkt Bild zu diesem Denkmal hochladen | Denkmalschutzgebiet Ortskern Raun (Vorschlag) | (Ortskern) (Karte)             | | Denkmalschutzgebiet Ortskern Raun (Vorschlag) | 09246638 |
| Direkt Bild zu diesem Denkmal hochladen | Doppelwohnhaus | Bahnhofsweg 12, 14 (Karte)     | Um 1900 | Zeittypischer Klinkerbau in gutem Originalzustand, ortsentwicklungsgeschichtlich von Bedeutung. Eingeschossig, Vorhäuschen verändert, Drempel, Krüppelwalmdach, roter Klinker, gelbe Klinker als Bänder, deutsches Band als Fries zwischen Fenstern, Betonfenstergewände mit Kielbögen, Fenster original, vier Gaupen mit Schwebegiebel und Krüppelwalm, infolge des Bahnhofs gebaut. | 08975230 |
| Direkt Bild zu diesem Denkmal hochladen | Ehemaliger Gasthof zur Erholung | Bahnhofsweg 20 (Karte)         | Um 1898 | Zeittypischer Klinkerbau von ortshistorischer Bedeutung. Zweigeschossig, fünf Achsen, Fenster mit Segmentbogen, über Fenstern rote und gelbe Klinker, Türöffnungen mit Segmentbogen, zweiflügelige Haustür mit Oberlicht, Türblätter mit Glaseinsätzen und Ziervergitterung, Oberlicht mit Farbglasfenstern, originale Fenster, Gurtgesims, Satteldach, fünf Gaupen mit Satteldach, Sockel Werkstein. | 08975229 |
| Weitere Bilder                          | Kirche (mit Ausstattung) | Dorfstraße (Karte)             | 1506–1512, später überformt                                                                                  | Kleine Saalkirche mit Dachreiter, baugeschichtlich und ortsgeschichtlich von Bedeutung. Kleiner Rechteckraum, im Chorbereich polygonal, gerade abschließend, Rundbogenfenster, an drei Seiten eingeschossige Holzemporen auf Holzpfeilern, Empore im Osten, Westen und Norden, Bemalung Empore 1928 restauriert, vermutlich Wallfahrtskapelle, 1781 Baumaßnahmen belegt, 1928 Innererneuerung durch Architekt Höra, Altar 1791, eine Holzkanzel mit Schalldeckel, Altar mit Darstellung Kreuzigung, flankiert von Säulen, schönes, schlichtes Holzgestühl mit bemalten Wangen, gusseiserne Taufe von 1856, liegender Dachstuhl und Dachstuhl für Glockenturm, Putzbau, an Nordseite Eingang zu Emporen, neben und über Eingang Gedenkinschriften für die Gefallenen des Ersten Weltkrieges, Satteldach mit polygonalem Dachreiter/Glockenturm mit welscher Haube. | 08975232 |
| Direkt Bild zu diesem Denkmal hochladen | Pechpfanne | Dorfstraße (Karte)             | 19. Jahrhundert                                                                                              | Rechteckiger Stein zur Pechgewinnung (nicht am Originalstandort), heimatgeschichtlich von Bedeutung | 08975280 |
| Direkt Bild zu diesem Denkmal hochladen | Friedhofsmauer | Dorfstraße (Karte)             | 19. Jahrhundert                                                                                              | Ortsgeschichtlich und landschaftsgestaltend von Bedeutung. Schlichte Bruchsteinmauer an drei Seiten des Friedhofs, einfacher rechteckiger Friedhof. | 08975231 |
| Direkt Bild zu diesem Denkmal hochladen | Wohnstallhaus (Umgebinde), zwei Seitengebäude (davon eines mit Oberlaube) und Scheune eines Vierseithofes                                                                               | Dorfstraße 1 (Karte)           | Bezeichnet mit 1822 (Remise); bezeichnet mit 1833 (Wohnstallhaus); 1. Hälfte 19. Jahrhundert (Seitengebäude) | Wohnstallhaus mit vogtlandtypischer Konstruktion (Umgebinde, Blockstube), ein Seitengebäude mit kreuzgratgewölbtem Stall, geschlossen erhaltener Bauernhof mit hohem baugeschichtlichen und heimatgeschichtlichen Wert. - Wohnstallhaus: Blockstube verbrettert, mit Umgebinde, Umschrot, Satteldach, „Holmkammer“ ursprünglich vermutlich ebenfalls Blockstube, am Holz des Giebels bezeichnet mit 1833, vor Wohnhaus zwei Granittröge - Scheune: zweigeschossig, Fachwerk ausgeblockt, verbrettert, Satteldach - Remise feldseitig: zweigeschossig, Erdgeschoss teilweise offen bzw. kreuzgratgewölbter Stall mit Granittürportal, bezeichnet mit 1822, im Obergeschoss verbretterte Stube mit umlaufender Bank, ursprünglich dort Tanzboden, Remise dreijochig, Holzverbindung verzapft - Remise mit Oberlaube: Oberlaube dreijochig mit Knaggen, Brüstung Laube mit Brettern, Remise dreijochig, Obergeschoss Fachwerk verbrettert, Sockel Bruchstein, Laube mit Kielbogen verziert Bedeutende Hofanlage in hervorragendem Originalzustand, alle Gebäude ursprünglich, wichtige hausgeschichtliche Details, außer Scheune alle Gebäude mit Schieferdeckung, in Scheune Dreschmaschine, Tenne mit Bohlenbelag, Besitzer war größter Bauer des Dorfes. | 08975233 |
|                                         | Pechpfanne | Dorfstraße 1 (vor) (Karte)     | 19. Jahrhundert                                                                                              | Heimatgeschichtlich von Bedeutung. Bezeichnet mit „AZ“, viereckiger Grundriss, Standort verändert, heute vor dem Wohnhaus stehend. | 08975234 |
| Direkt Bild zu diesem Denkmal hochladen | Zwei aneinandergebaute Scheunen (mit zwei angebauten Schuppen) eines Zwillingshofes, sowie Wasserstollen (Quelleneinfassung) und Wassertrog (bei Nr. 3)                                 | Dorfstraße 2, 3 (Karte)        | Bezeichnet mit 1749 (Scheune); bezeichnet mit 1802 (Wassertrog)                                              | Scheunen Fachwerk verbrettert, ortsbildprägende Scheunenreihe sowie Zeugnis dörflicher Wasserversorgung, wirtschaftsgeschichtlich und heimatgeschichtlich von Bedeutung. Zwei Scheunen und zwei Schuppen in einer Reihe aneinandergebaut, alle zweigeschossig, Fachwerk, verbrettert, Satteldächer, Häuser unterschiedlich hoch, Scheunen ausgeblockt, ein Schuppen im Erdgeschoss massiv, Wasserstollen zur Wasserversorgung sowie Wassertrog aus Granit, ehemaliger Zwillingshof, kleinere Scheune mit Scheuer, Erdgeschoss Scheune Blockscheune, Tenne mit Bohlen. | 08975235 |
| Direkt Bild zu diesem Denkmal hochladen | Wohnstallhaus eines ehemaligen Dreiseithofes | Dorfstraße 5 (Karte)           | Um 1800, später überformt                                                                                    | Obergeschoss Fachwerk verbrettert, ortsbildprägendes Bauernhaus, leicht umgebaut, baugeschichtlich von Bedeutung. Zweigeschossig, Erdgeschoss massiv, Türportal Stallteil erhalten. | 08975236 |
|                                         | Wohnstallhaus mit angebauter Scheune | Dorfstraße 7 (Karte)           | 1769 | Eingeschossiges verbrettertes Wohnhaus mit Blockstube, gut erhaltenes Gebäudeensemble, baugeschichtlich von Bedeutung. Tonnengewölbter Keller, Holzbalkendecke mit Einschubdecke, Wendeltreppe mit Spindel, Satteldach, Schindeldeckung, darüber Blechdeckung, holzverschalt, gestaffelte Dachlandschaft, städtebaulich wichtig. | 08975237 |
| Direkt Bild zu diesem Denkmal hochladen | Häuslerhaus | Dorfstraße 8 (Karte)           | Um 1800 | Kleines verbrettertes Gebäude mit Blockstube, sozialgeschichtlich bedeutsames ländliches Wohnhaus. Holzeinschubdecke, Keller tonnengewölbt, stehender Dachstuhl, eingeschossig, Sockel massiv, Erdgeschoss Blockbauweise, verbrettert und einfaches Fachwerk, Satteldach vorkragend, Schindeldeckung mit Blechdeckung. | 08975238 |
| Direkt Bild zu diesem Denkmal hochladen | Wohnstallhaus eines ehemaligen Dreiseithofes | Dorfstraße 11 (Karte)          | Vor 1800 | Eingeschossiges Gebäude mit Blockstube, bemerkenswertes ländliches Wohnhaus mit Egerländer Zierfachwerkgiebel mit Rauten, baugeschichtlich und heimatgeschichtlich von Bedeutung. Blockstube verbrettert mit umgebindeartiger Konstruktion, Satteldach mit Schindeldeckung, darüber Blechabdeckung, zwei Gaupen mit Satteldächern, Umschrot, liegender Dachstuhl, Holzeinschubdecke in Blockstube, tonnengewölbter Keller, Treppe mit Viertelwendel. | 08975239 |
| Direkt Bild zu diesem Denkmal hochladen | Wohnstallhaus und Seitengebäude eines Zweiseithofes, Teil eines Zwillingshofes (mit Nr. 13) sowie Feldscheune und Wassertrog                                                            | Dorfstraße 12 (Karte)          | Bezeichnet mit 1758 (Wohnstallhaus); bezeichnet mit 1789 (Wassertrog)                                        | Wohnstallhaus mit verbretterter Blockstube, landschaftstypischer kleiner Bauernhof in gutem Originalzustand. - Wohnhaus, bezeichnet mit 1758 (Haustür): eingeschossiger Bau mit Blockstube, verbrettert, Satteldach, überdachter Gang, Umschrot, Stall Bruchstein, Haustür bezeichnet mit „1758 I.W.Z.“ - Schuppen/Seitengebäude: zweigeschossig, Erdgeschoss verändert mit Garagentor - Feldscheune: zweigeschossig, Satteldach, Fachwerk verbrettert - Wassertrog von 1789: bezeichnet mit „INH IWZ“ | 08975240 |
| Direkt Bild zu diesem Denkmal hochladen | Pechpfanne | Dorfstraße 12 (bei) (Karte)    | 19. Jahrhundert                                                                                              | Kleiner runder Stein, nicht mehr am originalen Standort (heute vor Wohnstallhaus stehend), heimatgeschichtlich von Bedeutung | 08975241 |
| Direkt Bild zu diesem Denkmal hochladen | Scheune und Seitengebäude eines Bauernhofes, Teil eines Zwillingshofes (mit Nr. 12) | Dorfstraße 13 (Karte)          | Um 1800 | Landschaftstypische verbretterte Wirtschaftsgebäude, heimatgeschichtlich von Bedeutung. - Scheune: Fachwerk verbrettert, steiles Dach, um 1800 - Schuppen/Seitengebäude: zweigeschossig, Erdgeschoss massiv, Fachwerk Obergeschoss verbrettert, umgebaut | 08975242 |
| Direkt Bild zu diesem Denkmal hochladen | Wohnstallhaus (Umgebinde), Scheune, Seitengebäude und Hofwand eines Dreiseithofes | Dorfstraße 15 (Karte)          | Vor 1800 (Wohnstallhaus); 1793 Dendro (Scheune)                                                              | Wohnstallhaus mit verschiefertem Giebel, Scheune verbrettert, zeit- und landschaftstypischer Bauernhof von ortsbildprägender und heimatgeschichtlicher Bedeutung. - Wohnhaus: eingeschossig, Erdgeschoss Umgebinde, Blockstube, Umschrot, Satteldach, Giebel verschiefert, traufseitige Veränderung - Scheune: zweigeschossig, Fachwerk verbrettert, ausgeblockt, Satteldach - Remise: feldseitig zweigeschossig, Fachwerk Obergeschoss verbrettert, flachgeneigtes Satteldach | 08975243 |
| Direkt Bild zu diesem Denkmal hochladen | Wohnstallhaus, Seitengebäude und Scheune eines Dreiseithofes | Dorfstraße 16 (Karte)          | Nach 1800 | Eingeschossiges Wohnstallhaus mit verbrettertem Giebel, Scheune verbrettert, landschaftstypische Anlage mit leicht verändertem Wohnhaus, heimatgeschichtlich von Bedeutung. - Wohnhaus: eingeschossig, Umschrot, Giebel verbrettert, Erdgeschoss massiv, hölzernes Vorhäuschen, Satteldach, Schindeln, darüber Blech - Schuppen: eingeschossig, Fachwerk verbrettert, Satteldach, Verbinderbau zwischen Wohnhaus und Scheune - Scheune: zweigeschossig, Fachwerk verbrettert, flaches Satteldach, Holztor mit hölzernen Außenbeschlägen | 08975244 |
| Direkt Bild zu diesem Denkmal hochladen | Wohnstallhaus und Scheune eines Bauernhofes | Dorfstraße 17 (Karte)          | Vor 1900 (Scheune); um 1900, im Kern älter (Wohnstallhaus)                                                   | Gut erhaltener Bauernhof, Wohnstallhaus um 1900 überformt, mit Egerländer Fachwerkgiebel, Scheune verbrettert, baugeschichtlich und heimatgeschichtlich von Bedeutung. - Wohnhaus: eingeschossig, Klinker, Giebel mit Zierfachwerk, dieser Teil wahrscheinlich älter, Satteldach, Sockel Werkstein, einfaches Gebäude - Scheune: zweigeschossig, Fachwerk, Satteldach | 08975245 |
| Direkt Bild zu diesem Denkmal hochladen | Wohnstallhaus (Umgebinde), Seitengebäude, Scheune und Wassertrog eines Dreiseithofes | Dorfstraße 21 (Karte)          | 18. Jahrhundert (Wohnstallhaus); bezeichnet mit 1763 (Wassertrog)                                            | Eingeschossiges Wohnstallhaus mit verbretterter Blockstube, Wirtschaftsgebäude verbrettert, zeit- und landschaftstypischer Bauernhof von landschaftsgestaltender und heimatgeschichtlicher Bedeutung. - Wohnhaus: Umgebinde, Stallteil massiv, Bruchstein, Satteldach Schieferdeckung, Fensterläden, Umgebindeständer mit Verzierungen (Kehlungen, Nasen), Traufseite Umgebindekonstruktion, Holzdachrinnen, Umschrot, Gaupe mit Satteldach, orts- und landschaftsprägend, sehr guter Originalzustand, Granitwassertrog bezeichnet mit 1763 - Schuppen: Fachwerk verbrettert, zweigeschossig, flaches Satteldach - Scheune: zweigeschossig, verbrettert, Satteldach | 08975246 |
| Direkt Bild zu diesem Denkmal hochladen | Wohnstallhaus, Scheune und Seitengebäude sowie Wassertrog eines Dreiseithofes | Dorfstraße 22 (Karte)          | Um 1800 | Eingeschossiges Wohnstallhaus mit Blockstube, Wirtschaftsgebäude verbrettert, zeit- und landschaftstypischer Bauernhof, von landschaftsgestaltender und heimatgeschichtlicher Bedeutung. - Wohnhaus: Blockstube verbrettert, Satteldach, Giebelseite zu großes Fenster - Scheune: zweigeschossig, verbrettert, Fachwerk, Satteldach - Remise: zweigeschossig, Fachwerk verbrettert, mit Schuppenanbau, Satteldach mit ungleicher Neigung, ortsbild- und landschaftsprägend aufgrund Ortsrandlage und Geschlossenheit, Wassertrog | 08975247 |
| Direkt Bild zu diesem Denkmal hochladen | Ehemaliges Armenhaus, später Schule | Dorfstraße 23 (Karte)          | Mitte 18. Jahrhundert                                                                                        | Mit erhaltenem Blockstall, sozialgeschichtlich und heimatgeschichtlich bedeutsames Gebäude. Eingeschossig, Wohnteil massiv, verputzt, Umschrot mit Schiffchenkehlung, Hauseingang in typischer Blockbauweise, über Tür Kielbogen, Stall als Block mit kleinen Fensteröffnungen erhalten, hausgeschichtlich bedeutsamer Bau. | 08975248 |
|                                         | Sogenanntes Hutz'n-Haisl: Wohnstallhaus (Umgebinde) und Scheune mit angebautem Schuppen eines Bauernhofes sowie Kellerhaus, Teil eines Zwillingshofes (mit Nr. 28)                      | Dorfstraße 27 (Karte)          | Bezeichnet mit 1743                                                                                          | Eingeschossiges Wohnstallhaus mit Blockstube und verbrettertem Giebel, Wirtschaftsbauten verbrettert, bemerkenswerte Hofanlage in ausgezeichnetem Originalzustand von bauhistorischer, heimatgeschichtlicher und ortsbildprägender Bedeutung. - Wohnhaus: Blockbau, Umgebinde, Giebel verbrettert, Umschrot, Stallteil massiv verändert, im Hausflur Schieferplatten, Blockstube mit Holzeinschubdecke, historische Rahmenfüllungstür, Satteldach Blechdeckung, darunter Schindeln, Holzdachrinne - Scheune: Erdgeschoss Blockbauweise, Fachwerk Obergeschoss verbrettert, flaches Satteldach - Schuppen: eingeschossig, Fachwerk verbrettert, teilweise noch ausgeblockt, Satteldach mit Blechdeckung, Anlage in ausgezeichnetem Originalzustand, hoher heimat- und baugeschichtlicher Wert - Kellerhaus: zweigeschossig, Keller Bruchstein, Fachwerk Obergeschoss verbrettert, Satteldach, hervorragender Originalzustand | 08975249 |
| Direkt Bild zu diesem Denkmal hochladen | Wohnstallhaus und Wassertrog eines Bauernhofes, Teil eines Zwillingshofes (mit Nr. 27)                                                                                                  | Dorfstraße 28 (Karte)          | 1712 laut Auskunft                                                                                           | Traditionelles Bauernhaus mit erhaltener Blockstube und verbrettertem Giebel, heimatgeschichtlich von Bedeutung. Erbaut 1712 laut Auskunft des Eigentümers, eingeschossig, mit Umschrot, Blockstube verbrettert, Stallteil massiv, hölzernes Vorhäuschen, Satteldach. Wassertrog: Granit, bezeichnet mit „17.1“ (eventuell 1721). | 08975250 |
| Direkt Bild zu diesem Denkmal hochladen | Pechpfanne und Hydraulischer Widder | Dorfstraße 29 (bei) (Karte)    | 19. Jahrhundert (Pechpfanne); 1938 (Hydraulischer Widder)                                                    | Wirtschaftshistorisch und heimatgeschichtlich von Bedeutung | 08975258 |
| Direkt Bild zu diesem Denkmal hochladen | Scheune eines Bauernhofes, Teil eines Zwillingshofes (mit Nr. 30a) | Dorfstraße 30b (Karte)         | Um 1800 | Städtebaulich bedeutsames Gebäudeensemble. - Wohnhaus: zweigeschossig, Erdgeschoss massiv, schlicht, Fachwerk Obergeschoss verbrettert, Krüppelwalmdach, drei Gaupen mit Satteldach - Scheune: zweigeschossig, Fachwerk verbrettert, Satteldach | 08975251 |
| Direkt Bild zu diesem Denkmal hochladen | Wohnstallhaus (Umgebinde) und Scheune eines Bauernhofes, Teil eines Drillingshofes (mit Nr. 32 und 33)                                                                                  | Dorfstraße 31 (Karte)          | Bezeichnet mit 1771 (Wohnhaus); bezeichnet mit 1774 (Wassertrog)                                             | Wohnstallhaus mit Blockstube und Giebelumgebinde, heimatgeschichtlich bedeutsame Hofanlage in hervorragendem Originalzustand, baugeschichtlich von Bedeutung. - Wohnhaus: Türstock bezeichnet, Holzeinschubdecke, Schindeldeckung, darüber Blechdeckung, gezogene Esse, Umschrot - Scheune: zweigeschossig, Gang überdacht mit Wassertrog, Fachwerk verbrettert Teil eines Drillingshofes, in Mitte Miststall, um einheitlichen Hof stehen zwei zusammengebaute Wohnhäuser, Scheune und Schuppen, einzigartige Hofanlage, bestehend aus Dorfstraße 31, 32, 33. | 08975252 |
| Direkt Bild zu diesem Denkmal hochladen | Wohnstallhaus (Nr. 32, Umgebinde), Seitengebäude und daran angebauter Schuppen und Hofwand eines Bauernhofes sowie Feldscheune (Nr. 32a), Teil eines Drillingshofes (mit Nr. 31 und 33) | Dorfstraße 32, 32a (Karte)     | Um 1800 | Eingeschossiges Wohnstallhaus mit Blockstube und verbrettertem Giebel, heimatgeschichtlich bedeutsame Hofanlage in ausgezeichnetem Originalzustand, baugeschichtlich von Bedeutung. - Wohnhaus: Umgebinde, Umschrot, Klinker, Gang massiv und verputzt, Satteldach Schieferdeckung, zweireihig angeordnete Gaupen mit Satteldach - Seitengebäude: zweigeschossig, Erdgeschoss massiv unterfahren, Fachwerk Obergeschoss verbrettert, Satteldach, daran angebaut ein Schuppen zur Nummer 33 - Feldscheune: zweigeschossig, Fachwerk verbrettert, Satteldach, Hofwand | 08975253 |
| Direkt Bild zu diesem Denkmal hochladen | Wohnhaus, Scheune, Schuppen und Wassertrog eines Bauernhofes, sowie Feldscheune, Teil eines Drillingshofes (mit Nr. 31 und 32)                                                          | Dorfstraße 33 (Karte)          | 19. Jahrhundert                                                                                              | Gebäude in vogtlandtypischer Verbretterung, Bestandteile eines Drillingshofes, baugeschichtlich von Bedeutung. - Wohnhaus: zweigeschossig, Fachwerk verbrettert, Eingang auf Hofseite verlegt, Satteldächer, schlechter Erhaltungszustand - Scheune (gegenüber Wohnhaus): Fachwerk, zweigeschossig, verbrettert, Satteldach | 08975254 |
| Direkt Bild zu diesem Denkmal hochladen | Scheune eines Zweiseithofes, Teil eines Zwillingshofes (mit Nr. 35) | Dorfstraße 34 (Karte)          | Um 1900 | Verbretterte Fachwerkscheune mit besonderer Bauart, baugeschichtlich von Bedeutung. Zweigeschossig, vermutlich mehrere Bauphasen, Satteldach, Tenneneingang etwas zurückgesetzt. | 08975255 |
| Direkt Bild zu diesem Denkmal hochladen | Scheune eines Zweiseithofes, Teil eines Zwillingshofes (mit Nr. 34) | Dorfstraße 35 (Karte)          | Vor 1800 | Verbretterter Fachwerkbau, original erhaltenes Wirtschaftsgebäude, baugeschichtlich von Bedeutung. Zweigeschossig, Fachwerk ausgeblockt, verbrettert, Satteldach, Tenne mit Bohlenbelag. | 08975256 |
| Direkt Bild zu diesem Denkmal hochladen | Wohnstallhaus, Scheune und zwei Seitengebäude eines Vierseithofes | Dorfstraße 38 (Karte)          | 19. Jahrhundert                                                                                              | Wohnstallhaus Obergeschoss Fachwerk verkleidet, Wirtschaftsgebäude verbrettert, geschlossen erhaltene Hofanlage von heimatgeschichtlichem und landschaftsgestaltendem Wert. Außenansicht der Gebäude in gutem Originalzustand erhalten: Kubatur der Gebäude, Fensteranordnung und Fenstergröße, teilweise historische Holzverschalung. Hofseite der Gebäude stärker verändert, ebenso im Inneren Veränderungen. Denkmalwert ergibt sich vorrangig aus äußerem Erscheinungsbild der Hofanlage und damit der Bedeutung für das Ortsbild. | 08975257 |
| Direkt Bild zu diesem Denkmal hochladen | Feldscheune (zu Dorfstraße 34 gehörend) | Dorfstraße 38 (hinter) (Karte) | Um 1900 | Zeit- und landschaftstypische verbretterte Fachwerkscheune von landschaftsprägender Bedeutung. Zweigeschossig, Satteldach, auf Anhöhe einzeln stehend, weithin sichtbar, landschaftsgestaltende Bedeutung. | 08975283 |
| Direkt Bild zu diesem Denkmal hochladen | Zwei Scheunen eines Bauernhofes, Teil eines Zwillingshofes (mit Nr. 40) | Dorfstraße 39 (Karte)          | Nach 1800 | Ortsbildprägende Scheunen in traditioneller Bauweise, baugeschichtlich von Bedeutung. Beide Scheunen (eine feldseitig, eine straßenseitig) mit Nachbarscheunen von Dorfstraße 40 aneinandergebaut, zweigeschossig, Fachwerk verbrettert, Satteldach. | 08975259 |
| Direkt Bild zu diesem Denkmal hochladen | Zwei Scheunen eines Bauernhofes, Teil eines Zwillingshofes (mit Nr. 39) | Dorfstraße 40 (Karte)          | Nach 1800 | Ortsbildprägende Scheunen in traditioneller Bauweise, baugeschichtlich von Bedeutung. Eine Scheune feldseitig mit Nachbarscheune zusammengebaut, zweigeschossig, die zweite Scheune straßenseitig eingeschossig, Frackdach. | 08975260 |
| Direkt Bild zu diesem Denkmal hochladen | Wohnstallhaus (Umgebinde), Scheune, Seitengebäude, Hofwand und Wassertrog eines Dreiseithofes                                                                                           | Dorfstraße 42 (Karte)          | Bezeichnet mit 1842                                                                                          | Wohnstallhaus Obergeschoss Fachwerk verbrettert, Scheune Fachwerk verbrettert, zeit- und landschaftstypische Hofanlage von heimatgeschichtlicher und ortsbildprägender Bedeutung. - Wohnhaus: zweigeschossig, Erdgeschoss Stallteil massiv, Wohnhaus Blockstube, verbrettert, Umgebinde, Granittürportal bezeichnet mit „18 JCW 42“, im Stall böhmisches Kappengewölbe mit Gurtbögen und Granitpfeilern, Krüppelwalmdach mit kleinen Gaupen, Satteldächern - Remise: Fachwerk, eingeschossig mit Drempel, Satteldach - Scheune: zweigeschossig, Satteldach, Hofwand Holz, mit Tor und Pforte | 08975261 |
| Direkt Bild zu diesem Denkmal hochladen | Pechpfanne | Dorfstraße 42 (bei) (Karte)    | 19. Jahrhundert                                                                                              | Zur Gewinnung von Schwarzpech (heute neben Wohnstallhaus liegend), heimatgeschichtlich von Bedeutung. Kleine quadratische Pechpfanne, wahrscheinlich verwittert oder zerbrochen, nicht Originalstandort. | 08975262 |
| Direkt Bild zu diesem Denkmal hochladen | Feldscheune (zu Dorfstraße 43 gehörend) | Dorfstraße 43 (Karte)          | Um 1900 | Ortsbildprägender, verbretterter Fachwerkbau, heimatgeschichtlich von Bedeutung. Zweigeschossig, Satteldach, am Bebauungsrand stehend, wichtig aufgrund Häufung und Staffelung von Gebäuden. | 08975263 |
| Direkt Bild zu diesem Denkmal hochladen | Feldscheune (zu Dorfstraße 43b gehörend) | Dorfstraße 43b (Karte)         | Um 1900 | Ortsbildprägender, verbretterter Fachwerkbau, heimatgeschichtlich von Bedeutung. Zweigeschossig, Satteldach, am Bebauungsrand stehend, wichtig aufgrund Häufung und Staffelung von Gebäuden, Bauherr Gastwirt August Rank. | 08975264 |
| Direkt Bild zu diesem Denkmal hochladen | Wohnstallhaus (Umgebinde) und Scheune eines Zweiseithofes | Dorfstraße 44 (Karte)          | Um 1800 | Eingeschossiges Wohnstallhaus mit Blockstube und verbrettertem Giebel, Scheune Fachwerk verbrettert, ortsbildprägender kleiner Bauernhof mit schönem Umgebindehaus, baugeschichtlich von Bedeutung. - Wohnhaus: Umgebindekonstruktion, Umschrot mit Abfasung, Stallteil massiv, massiv traufseitig erweitert, Giebel verbrettert mit Wetterschrägen - Scheune: eingeschossig, Satteldach - An Giebelseite des Wohnhauses Bauerngarten, im Hof Hofbaum | 08975265 |
| Direkt Bild zu diesem Denkmal hochladen | Wassertrog (ursprünglicher Standort Dorfstraße 53) sowie Pechpfanne (ursprünglich Dorfstraße 1)                                                                                         | Dorfstraße 45a (bei) (Karte)   | Bezeichnet mit 1876                                                                                          | Heimatgeschichtlich von Bedeutung. Wassertrog bezeichnet mit „C.F.R. 1876“, Granit, Pechpfanne quadratisch. | 08975267 |
| Direkt Bild zu diesem Denkmal hochladen | Wohnstallhaus (Umgebinde) eines Bauernhofes | Dorfstraße 45b (Karte)         | 1848 | Obergeschoss Fachwerk verbrettert, ortsbildprägendes Umgebindehaus, sehr guter Originalzustand, baugeschichtlich von Bedeutung. Zweigeschossig, Blockstube verbrettert, Umgebinde, Ständer Umgebinde verziert, Stallteil massiv und verändert, Fachwerk Obergeschoss verbrettert, Krüppelwalmdach, bedeutsam als Umgebindehaus. | 08975266 |
| Direkt Bild zu diesem Denkmal hochladen | Wohnstallhaus und Scheune eines Zweiseithofes | Dorfstraße 47 (Karte)          | Nach 1800 | Eingeschossiges Wohnstallhaus mit Blockstube, zeit- und landschaftstypischer Zweiseithof von landschaftsgestaltender und heimatgeschichtlicher Bedeutung. - Wohnhaus: mit Umschrot, Erdgeschoss Stallteil massiv, Blockstube mit Verbretterung, Satteldach mit Blechdeckung - Scheune: eingeschossig, Fachwerk verbrettert, mit Satteldach | 08975269 |
| Direkt Bild zu diesem Denkmal hochladen | Wohnstallhaus und Scheune eines Zweiseithofes, Teil eines Zwillingshofes (mit Nr. 49)                                                                                                   | Dorfstraße 48 (Karte)          | Ursprünglich bezeichnet mit 1746 (Wohnstallhaus); um 1900 (Scheune)                                          | Eingeschossiges Wohnstallhaus mit verschalter Blockstube, Scheune verbrettert, zeit- und landschaftstypisches Bauensemble, heimatgeschichtlich von Bedeutung, wichtiges bauliches Ensemble, städtebaulich wichtig. - Wohnhaus: Umschrot, teilweise erneuert im Stallbereich, Satteldach - Scheune um 1930 verändert und erweitert | 08975270 |
| Direkt Bild zu diesem Denkmal hochladen | Feldscheune (ursprünglich zu Dorfstraße 49 gehörend) | Dorfstraße 48 (hinter) (Karte) | Um 1930 | Verbretterter Fachwerkbau, wichtig für Ortsbild, heimatgeschichtlich von Bedeutung, zweigeschossig, Satteldach | 08975268 |
| Direkt Bild zu diesem Denkmal hochladen | Wohnstallhaus, Scheune und Wassertrog eines Zweiseithofes, Teil eines Zwillingshofes (mit Nr. 48)                                                                                       | Dorfstraße 49 (Karte)          | Um 1830 | Zweigeschossiges Wohnstallhaus mit Blockstube, Fachwerk-Obergeschoss zum Teil verbrettert, Giebelseite in sehr schönem Egerländer Fachwerk mit Rauten, zeit- und landschaftstypischer Bauernhof von ortsbildprägender Bedeutung, hoher bauhistorischer und heimatgeschichtlicher Wert. - Wohnhaus: Erdgeschoss Blockstube verbrettert, Stallteil Backsteine, Satteldach, Umgebinde an Giebelseite mit Verzierung - Scheune: eingeschossig, Fachwerk verbrettert, Dach verändert, städtebaulich wichtig, sehr schönes Egerländer Fachwerk, hoher heimatgeschichtlicher Wert | 08975271 |
| Direkt Bild zu diesem Denkmal hochladen | Wohnhaus und Teil eines Schuppens eines Bauernhofes, Teil eines Drillingshofes (mit Nr. 50b und 51)                                                                                     | Dorfstraße 50 (Karte)          | Vor 1800 | Eingeschossiges Wohnstallhaus mit Blockstube, zeit- und landschaftstypische bäuerliche Wohn- und Wirtschaftsgebäude, heimatgeschichtlich von Bedeutung. - Wohnhaus: Teil eines zusammengebauten Wohnhauses, Blockstube verbrettert, Umschrot, verbrettert, Satteldach - Schuppen: zweigeschossig, Fachwerk verbrettert, Satteldach, Obergeschoss vorkragend, Frackdach | 08975272 |
| Direkt Bild zu diesem Denkmal hochladen | Wohnhaus und mittlerer Teil des Schuppens eines Bauernhofes, Teil eines Drillingshofes (mit Nr. 50 und 51)                                                                              | Dorfstraße 50b (Karte)         | Bezeichnet mit 1768 oder 1868                                                                                | Eingeschossiges Wohnstallhaus mit verbretterter Blockstube, zeit- und landschaftstypischer Teil eines Bauernhofes, wichtiges Bauensemble von heimatgeschichtlicher Bedeutung. Wohnhaus: Umschrot, Satteldach. | 08975273 |
| Direkt Bild zu diesem Denkmal hochladen | Wohnstallhaus, zwei Scheunen und Teil eines Schuppens eines Bauernhofes, Teil eines Drillingshofes (mit Nr. 50 und 50b)                                                                 | Dorfstraße 51 (Karte)          | Nach 1800 | Wohnstallhaus mit verbrettertem Fachwerkgiebel, Wirtschaftsgebäude verbrettert, zeit- und landschaftstypischer Bauernhof, heimatgeschichtlich von Bedeutung. - Wohnhaus: ein- beziehungsweise zweigeschossig, Stallteil Blockbau verbrettert, Wohnteil Klinker, Fachwerk Obergeschoss verbrettert, Satteldach, Kannelhölzer, Teil Umschrot, Frackdach, Haus leicht verändert, große Schleppgaupe - Erste Scheune: zweigeschossig, Erdgeschoss massiv, Fachwerk Obergeschoss verbrettert, Satteldach - Zweite Scheune: zweigeschossig, Fachwerk verbrettert, Satteldach, unmittelbar neben Wohnhaus - Schuppen: mit zweitem Schuppen von Dorfstraße 50b, 50 zusammengebaut, zweigeschossig, Fachwerk verbrettert, Satteldach, Obergeschoss vorkragend, Frackdach | 08975274 |
| Direkt Bild zu diesem Denkmal hochladen | Wohnstallhaus, Scheune, Seitengebäude und Hofwand eines Dreiseithofes | Dorfstraße 52 (Karte)          | Bezeichnet mit 1834                                                                                          | Wohnstallhaus mit verbretterter Blockstube und Egerländer Fachwerk-Giebel, schöne geschlossene Hofanlage, bauhistorisch und heimatgeschichtlich wichtiges Bauensemble. - Wohnstallhaus: bezeichnet mit „IBW 1834“, Erdgeschoss Bruchstein, Umschrot, Satteldach, Schindel- und Blechdeckung, überdachter Gang, neue Blockstube - Scheune: eingeschossig, Fachwerk verbrettert, Satteldach Blechdeckung, Remise zweigeschossig, Blockbauweise und Fachwerk verbrettert, Satteldach, Holzdachrinnen, Hofwand Holz | 08975275 |
| Direkt Bild zu diesem Denkmal hochladen | Scheune und Hofwand eines Bauernhofes | Dorfstraße 54 (Karte)          | Nach 1800 | Original erhaltene, verbretterte Scheune, von heimatgeschichtlicher und ortsbildprägender Bedeutung. Zweigeschossig, Fachwerk verbrettert, Satteldach, großer Bau, Hofwand erneuert. | 08975277 |
| Direkt Bild zu diesem Denkmal hochladen | Ehemalige Schule, später Gemeindeamt, dann Gasthaus Rauner Hof | Dorfstraße 54b (Karte)         | Um 1895 | Klinkerfassade, ortshistorisch bedeutsamer Historismusbau | 08975278 |
| Direkt Bild zu diesem Denkmal hochladen | Wohnstallhaus, Teil eines Zwillingshofes (mit Nr. 59) | Lohstraße 58 (Karte)           | 1717 laut Auskunft des Eigentümers                                                                           | Gehört zu Obere Lohhäuser, Wohnstallhaus mit Blockstube, zeit- und landschaftstypischer Bauernhof in ausgezeichnetem Originalzustand, heimatgeschichtlich von Bedeutung. - Wohnhaus: eingeschossig, verbrettert, Fensterläden, Umschrot, Satteldach, Stallteil auch Blockbau, Dachdeckung Schindeln und Blech - Scheune: Fachwerk, eingeschossig, ausgeblockt, verbrettert, Satteldach, an Hofseite Stall massiv, Holz an Umschrot abgefasst | 08975288 |
| Direkt Bild zu diesem Denkmal hochladen | Wohnstallhaus, Scheune, Seitengebäude und Hofwand eines Dreiseithofes | Lohstraße 60 (Karte)           | Nach 1800 (Wohnhaus); 19. Jahrhundert (Scheune); vermutlich 1906 oder 1909 (Seitengebäude)                   | Gehört zu Obere Lohhäuser, eingeschossiges Wohnstallhaus mit verschiefertem Giebel und Granittürportal, Scheune verbrettert, geschlossene Hofanlage von baugeschichtlicher und landschaftsgestaltender Bedeutung. - Wohnstallhaus: Erdgeschoss massiv, Umschrot, Satteldach, baulich verändert, Gang mit Holzüberdachung - Scheune: zweigeschossig, Fachwerk verbrettert, eine Tenne, zwei Bansen, Satteldach, Blechdeckung, Tenne mit Bohlenbelag - Schuppen: zweigeschossig, Erdgeschoss teilweise massiv, Obergeschoss Fachwerk verbrettert, Satteldach, Schieferdeckung, Hofwand Holz | 08975290 |
|                                         | Wohnstallhaus, Scheune, Seitengebäude und Hofwand eines Dreiseithofes | Lohweg 25 (Karte)              | Um 1800 | Wohnstallhaus mit teilweise erhaltener Blockstube und mit Egerländer Fachwerk-Giebel, Scheune verbrettert, zeittypische Hofanlage von heimatgeschichtlichem Wert. - Wohnstallhaus: eingeschossig, verbrettert, Giebel mit Rautenornament, Satteldach, Schleppgaupe, traufseitiger nachträglicher Anbau (ohne wesentliche Beeinträchtigung) - Scheune: zweigeschossig, Fachwerk verbrettert, Satteldach, Giebel verschiefert - Wohnhaus: Blockstube teilweise erhalten | 08975291 |
| Direkt Bild zu diesem Denkmal hochladen | Wohnstallhaus (Umgebinde), Scheune, Seitengebäude und Hofwand eines Dreiseithofes | Lohweg 26 (Karte)              | Um 1800 | Wohnstallhaus mit Egerländer Fachwerk-Giebel, Scheune verbrettert, zeit- und landschaftstypischer Bauernhof, heimatgeschichtlich von Bedeutung. - Wohnhaus: eingeschossig, Blockstube verbrettert, mit Umgebinde, Hofgang massiv aufgemauert, Umschrot, Satteldach, wichtig für Ortsbild auch durch Kirchennähe - Scheune: zweigeschossig, Fachwerk verbrettert, Satteldach, Seitengebäude: zweigeschossig, Fachwerk Obergeschoss verbrettert, Erdgeschoss massiv vereinfacht, Hofwand erneuert | 08975292 |
| Direkt Bild zu diesem Denkmal hochladen | Wohnstallhaus und Scheune eines Zweiseithofes | Lohweg 57 (Karte)              | Nach 1800 | Hakenhof, gehört zu Untere Lohhäuser, eingeschossiges Wohnstallhaus mit verbretterter Blockstube, Scheune verbrettert, zeittypische Wohn- und Wirtschaftsgebäude in dominanter Lage, baugeschichtlich von Bedeutung. - Wohnhaus: Umschrot, Satteldach, Gang verbrettert - Scheune: eingeschossig, Fachwerk, mit Satteldach | 08975279 |

## Raunergrund
| Bild                                    | Bezeichnung                                                                                          | Lage                   | Datierung                                                    | Beschreibung | ID       |
| --------------------------------------- | --- | ---------------------- | ------------------------------------------------------------ | --- | -------- |
| Direkt Bild zu diesem Denkmal hochladen | Wohnstallhaus und Scheune eines Winkelhofes, mit Brunnen                                             | Raunergrund 8 (Karte)  | Um 1800                                                      | Eingeschossiges Wohnstallhaus mit verbretterter Blockstube, markantes Bindeglied zwischen Raun und Ortsteil Raunergrund. - Wohnhaus: Umschrot, Satteldach, überdachter Gang, zwei Schleppgaupen - Scheune eingeschossig, Fachwerk verbrettert, Satteldach, Brunnen in Fels eingehauen, mit Überdachung | 08975282 |
| Direkt Bild zu diesem Denkmal hochladen | Wohnhaus und Scheunenanbau eines Winkelhofes                                                         | Raunergrund 9 (Karte)  | Nach 1800                                                    | Wohnhaus Obergeschoss Fachwerk verbrettert, Scheune verbrettert, zeit- und landschaftstypischer Bauernhof, von baugeschichtlicher und landschaftsprägender Bedeutung. - Wohnhaus: Erdgeschoss massiv, teilweise Blockwand, Hauseingang mit hölzerner Einfassung, flachgeneigtes Satteldach, Erdgeschoss Bruchstein, Umschrot, Küchengewölbe, Egerländer Fachwerkgiebel unter Verbretterung - Scheunenanbau: im rechten Winkel, zweigeschossig, Fachwerk verbrettert, Satteldach, Holztore, in Scheune Tanzboden, eiserner Verschluss der Scheune mit Körnung „1783“                                                                         | 08975281 |
|                                         | Ehemalige Mühle (Untere Rauner Mühle) mit Wohnhaus, daran angebautem Mühlengebäude und Seitengebäude | Raunergrund 10 (Karte) | Um 1800                                                      | Wohnhaus Obergeschoss Fachwerk verbrettert, prachtvoller Egerländer Fachwerkgiebel mit Rauten und Resten des Umschrots am straßenseitigen Seitengebäude, zeit- und landschaftstypische Gebäudegruppe von regionalhistorischer Bedeutung. - Wohnhaus: im Winkel angebaut Mühlenhaus, beide Erdgeschoss massiv, Satteldach, Blechdeckung - Technische Ausstattung nicht erhalten, heute Gaststätte und Pension | 08975286 |
|                                         | Felsenkeller                                                                                         | Raunergrund 13 (Karte) | 19. Jahrhundert                                              | Gehört zum Straßengasthof „Gasthaus Felsenkeller“, in den Fels gehauener Lagerkeller, ortsgeschichtlich von Bedeutung, heute durch zweigeschossiges Gebäude überbaut | 08975284 |
| Direkt Bild zu diesem Denkmal hochladen | Wohnstallhaus eines ehemaligen Winkelhofes                                                           | Raunergrund 15 (Karte) | 1760 Dendro                                                  | Obergeschoss Fachwerk verbrettert, ortsbildprägendes Gebäude mit erhaltenem Blockstall, baugeschichtlich von Bedeutung. Zweigeschossig, Erdgeschoss Wohnteil massiv, Stallteil Blockbauweise, Satteldach, unmittelbar an Straße stehend, daher ins Auge fallend, im Wesentlichen original erhalten. | 08975285 |
|                                         | Ehemalige Sägemühle mit Wohnhaus, Motorenhaus und Sägemühlenhaus (Rauner Hammer)                     | Raunergrund 33 (Karte) | 1712 laut Auskunft (Mühle); um 1925 (technische Ausstattung) | Alte Ortslage Raunerhammer, Wohnhaus mit verkleidetem Fachwerk-Obergeschoss, Mühlengebäude verbrettert, wertvolles technisches Denkmal (noch funktionstüchtig) mit technischer Ausstattung, ortsgeschichtlich von Bedeutung. - Motorenhaus: Hobelmaschine (Carl Hoffmann, Aue, um 1925), Furniersäge, zweigeschossiger verbretterter Fachwerkbau mit Satteldach - Wohnhaus: zweigeschossig, Erdgeschoss massiv, Satteldach, leicht verändert, kleiner Schienenabschnitt mit Lore, Mühlgraben - Sägemühlengebäude: Sägegatter zirka 200 Jahre alt, Sägespänekammer im Erdgeschoss, zweigeschossiger verbretterter Fachwerkbau mit Satteldach | 08975287 |

## Rohrbach
| Bild                                    | Bezeichnung                                                                                       | Lage                                                  | Datierung                                  | Beschreibung | ID       |
| --------------------------------------- | ------------------------------------------------------------------------------------------------- | ----------------------------------------------------- | ------------------------------------------ | --- | -------- |
| Weitere Bilder                          | Postmeilensäule                                                                                   | Hennebacher Straße (Karte)                            | Bezeichnet mit 1725                        | Kursächsische Postmeilensäulen (Sachgesamtheit); Viertelmeilenstein, verkehrsgeschichtlich von Bedeutung. Reihennummer 81, Granit, Inschriften „AR“, „1725“ und das Posthornzeichen. Teil der Poststraße Adorf–Landwüst–Fleißen–Eger. 1935 bei Erdarbeiten in Brambach als Abdeckung des Wasserkanals in der Nähe des Stadtbrunnens gefunden und dort aufgestellt. Von 1935 bis 1950 stand die Säule südlich der evangelischen Kirche, danach an den originalen Standort zurückversetzt.      | 08980036 |
| Direkt Bild zu diesem Denkmal hochladen | Wohnstallhaus, Seitengebäude und Scheune eines Dreiseithofes                                      | Hennebacher Straße 4 (Karte)                          | Um 1850                                    | Wohnstallhaus eingeschossiger Putzbau, Scheune verbrettert, regionaltypische Hofanlage, heimatgeschichtlich von Bedeutung. - Wohnstallhaus: massiv (verputzt), Granitgewände der Tür und Stallfenster (originale Eingangstür), profilierte Traufe, Satteldach (Eternit) drei Gaupen - Stall/Scheune: eingeschossig, Satteldach (Eternit) | 08980026 |
| Direkt Bild zu diesem Denkmal hochladen | Wohnstallhaus und Scheune eines Dreiseithofes (Zollfrank-Gut)                                     | Hennebacher Straße 16 (Karte)                         | Um 1850 (Wohnstallhaus); um 1900 (Scheune) | Eingeschossiges Wohnstallhaus mit Blockstube und Fachwerkgiebel, Scheune verbrettert, durch Lage und Gestaltung ortsbildprägende Wirkung, baugeschichtliche Bedeutung. - Wohnstallhaus: Sockel- und Stallteil Bruchstein unverputzt (Granitgewände), Blockstube mit hohem Kniestock und einfach profilierten Balkenköpfen, Satteldach, zwei entstellende liegende Fenster - Scheune: zweigeschossig, Satteldach, der hintere Teil dieser Scheune befindet sich auf der Gemarkung Oberbrambach | 08980027 |
| Direkt Bild zu diesem Denkmal hochladen | Wohnhaus (mit drei Hausnummern) und Schuppen                                                      | Hennebacher Straße 46, 48, 50 (Karte)                 | 1930er Jahre                               | Im Heimatstil, baugeschichtliche Bedeutung. Eingeschossig, straßenseitig verputzt, Giebel und Hofseite verbrettert, Satteldach, Hechtgaupe. Original: Fenster mit Läden, Türgewände und Türen aus Holz, Schuppen mit Ladeluke. | 08980029 |
| Direkt Bild zu diesem Denkmal hochladen | Ehemaliges Gasthaus                                                                               | Hennebacher Straße 52 (Karte)                         | Um 1920                                    | Einfacher Putzbau, baugeschichtliche und ortsgeschichtliche Bedeutung. Zwei Geschosse, Sockel, Granitpolygonalmauerwerk, Ziegelmauerwerk verputzt. Original: überwiegend Fenster, Eingangstür. | 08980030 |
| Direkt Bild zu diesem Denkmal hochladen | Kriegerdenkmal für die Gefallenen des Ersten Weltkrieges                                          | Hennebacher Straße 52 (bei) (Karte)                   | Nach 1918                                  | Ortsgeschichtlich von Bedeutung. Stufenförmiges Postament mit Stein und Inschrift. | 08980035 |
| Direkt Bild zu diesem Denkmal hochladen | Wohnstallhaus und Scheune eines Vierseithofes                                                     | Hennebacher Straße 61 (Karte)                         | Um 1900                                    | Im ehemaligen Ortsteil Hennebach, Wohnstallhaus einfach gegliederter Putzbau, Scheune verbrettert, heimatgeschichtliche und baugeschichtliche Bedeutung. - Wohnstallhaus: zwei Geschosse mit einfachem Putzgesims, Satteldach (Pappe) - Scheune: zwei Geschosse, Obergeschoss und Giebel verbrettert, Erdgeschoss massiv (Granitgewände) | 08980038 |
|                                         | Vier Zollbeamtenwohnhäuser (Doppelhäuser), mit angebauten Schuppen/Nebengebäuden sowie Taubenhaus | Hennebacher Straße 64, 66, 68, 70, 72, 74, 76 (Karte) | Um 1936                                    | Im Heimatstil, baugeschichtliche und ortsgeschichtliche Bedeutung. Eingeschossig, verputzt, Sockel Bruchstein, Giebel verbrettert, Satteldach mit Schieferdeckung, Nebengebäude verbrettert (Pfettendach). | 08980031 |

## Schönberg
| Bild                                    | Bezeichnung | Lage                                  | Datierung | Beschreibung | ID       |
| --------------------------------------- | --- | ------------------------------------- | --- | --- | -------- |
| Direkt Bild zu diesem Denkmal hochladen | Sachgesamtheit Königlich-Sächsische Triangulierung („Europäische Gradmessung im Königreich Sachsen“); Station 25, Kapellenberg                                         | (Kapellenberg) (Karte)                | Bezeichnet mit 1864 | Triangulationssäule; Station 1. Ordnung, im Kapellenbergturm, vermessungsgeschichtlich und technikgeschichtlich von Bedeutung. Der ehemalige Beobachtungspunkt befindet sich in der zweiten Etage des Aussichtsturmes, die Bodenfläche dieser Etage ist entsprechend ausgesägt. Die Deckplatte ist vollständig erhalten. Es ist zu vermuten, dass im Zuge des Turmbaues die Säule saniert wurde. Sie ist ähnlich wie die Station auf dem Keulenberg aus mehreren Granitquadern gearbeitet. Die Beschriftung auf der Südseite ist als weiße Fläche gestaltet und schwarz unterlegt. Sie lautet: „Kön.Sächs./ Station / KAPELLENBERG/ der/ Mitteleurop. Gradmessung/ 1864“. Auch dort ähnelt die Gestaltung der des Keulenberges – mit abgerundeten Eckflächen. Der ehemals auf der Südseite befindliche Höhenbolzen ist abgebrochen. | 09304511 |
| Weitere Bilder                          | Kapellenbergturm | (Kapellenberg) (Karte)                | 1931 | Geschichtliche und landschaftsprägende Bedeutung. 1864 auf dem Kapellenberg ein Festpunkt zur Europäischen Gradmessung errichtet, mit hölzernem Standgerüst, 1931 Aussichtsturm erbaut, fünfgeschossiger Aussichtsturm auf quadratischem Grundriss. Erdgeschoss verbreitert, an allen vier Seiten je vier Rechteckfenster. Erstes bis drittes Obergeschoss an jeder Seite je ein Rechteckfenster, viertes Obergeschoss vorkragend, Fensterband bestehend aus je sieben Rechteckfenstern, gesamter Bau verbrettert, Zeltdach, Holzfenstergewände, Eingangstür Holz. Turm auf dem Gipfel des Kapellenberges errichtet (höchste Erhebung des Elstergebirges, 795 m), zum Teil Mauerreste der alten Steinkapelle erhalten, an deren Stelle der Turm errichtet wurde (Südhang). 1968 Turm für Besucher gesperrt, 1982 Turm von der damaligen Zivilverteidigung Oelsnitz/V. gesprengt, 1993 anhand alter Baupläne wiedererstanden. | 08980013 |
| Direkt Bild zu diesem Denkmal hochladen | Grenzstein (Lagerstein) | (Flurstück 191) (Karte)               | 1848 | Granitfelsen mit Aufschriften „KB.62“ und „KS.62“ (Grenzstein Nummer 62, KB = Königreich Böhmen, KS = Königreich Sachsen), regionalgeschichtlich von Bedeutung. Drei eingeschlagene Inschriften mit halbrund gebildetem Abschluss von 1848, nur die erste vollständig erhalten, 1932 durch Säule erweitert, Inschrift „DS“ und „CS, 1979“ statt „DS DDR“, heute auf der Rückseite „CS“ belassen. | 08980469 |
|                                         | Ehemaliges Forsthaus | Alte Straße 3 (Karte)                 | Um 1770 (spätere Veränderungen) | Spätbarocker Bau mit klassizistischer Gliederung, erhaltener Bestandteil des ehemaligen Rittergutes, baugeschichtliche und ortsgeschichtliche Bedeutung. Zwei Geschosse, zwei Granitgewände mit Profilierung. Original: Eingangstür mit Oberlicht, Mäanderfries. Alte Fenster erhalten, Mansarddach mit Gaupen. | 08980005 |
|                                         | Ehemaliges Forsthaus | Alte Straße 4 (Karte)                 | Um 1820 | Markanter klassizistischer Bau, Bestandteil des ehemaligen Rittergutes, ortsgeschichtliche und besondere baugeschichtliche Bedeutung. Zwei Geschosse, Sockel, Bruchstein, darüber Granitquader, Erdgeschoss Putznutung, Putzfaschen profiliert, Granittürgewände, Walmdach. | 08980006 |
| Weitere Bilder                          | Marienkirche (mit Ausstattung und Grabmalen) | Am Südhang (Karte)                    | 1910–1911 | Saalkirche mit Südturm, im Reform- und Heimatstil der Zeit um 1910, Architekt Julius Zeißig, Leipzig, baugeschichtlich, ortsgeschichtlich und ortsbildprägend von Bedeutung | 08980010 |
| Direkt Bild zu diesem Denkmal hochladen | Kriegerdenkmal für die Gefallenen des Ersten Weltkrieges | Am Südhang 14 (vor) (Karte)           | Bezeichnet mit 1921 | Ortsgeschichtlich von Bedeutung, Granit mit Platte | 08980009 |
|                                         | Brunnen | Am Südhang 17 (vor) (Karte)           | Bezeichnet mit 1680; bezeichnet mit 1761 | Ortsbildprägendes Denkmal, Plastik (Enten) neu, von ortsgeschichtlicher Bedeutung. Brunnen auf sechseckigem Grundriss, Seitenwände aus Granit, an zwei Granitwänden Inschrift „1680“ und „MWM 1761“, Granitquader an der Oberkante abgefast, leicht vorkragend, in der Brunnenmitte neue Kunststein-Plastik (Enten). | 08980474 |
| Direkt Bild zu diesem Denkmal hochladen | Ehemaliger Schafstall | Am Südhang 29 (gegenüber) (Karte)     | Wohl um 1700 | Authentisch erhalten, ortsgeschichtliche und besondere baugeschichtliche Bedeutung. Hohes Krüppelwalmdach auf liegendem Stuhl (Ziegel), Stall mit Holzstühlen, Unterzug gerade gestoßen auf Steinsockeln, Ziegelboden. | 08980008 |
| Direkt Bild zu diesem Denkmal hochladen | Drei Doppelwohnhäuser | Bärenteich 1–6 (Karte)                | Um 1930 | Alte Ortslage Bärenteich, im Heimatstil, baugeschichtlich und ortsgeschichtlich von Bedeutung. Erdgeschoss massiv (verputzt) mit Quadergewände für Treppen, Giebel verbrettert, zwei Schleppgaupen, Schieferdeckung. | 08980022 |
| Direkt Bild zu diesem Denkmal hochladen | Häuslerhaus | Berggasse 16 (Karte)                  | Um 1830 | Eingeschossiges Wohnhaus mit schönem Korbbogenportal, baugeschichtliche Bedeutung. Erdgeschoss später verändert, Satteldach (Eternit), Eingang: aufwändiges Granitgewände mit Relief, Ornamenten und Korbbogen. | 08980007 |
|                                         | Drei Zollbeamtenwohnhäuser | Säuerlingsweg 1–3 (Karte)             | Um 1930 | Ensemble aus drei gestaffelt zueinander angeordneten Gebäuden, im Heimatstil, baugeschichtliche Bedeutung. Erdgeschoss verputzt, zwei Eingänge mit Gitter, Granitstufen, Sockel Granitquader, verbretterter Giebel, Pfettendach Schieferdeckung, rückseitig zwei kleine Anbauten. | 08980014 |
| Direkt Bild zu diesem Denkmal hochladen | Drei Wohnhäuser (mit angebauten Schuppen), sogenannte Kohlrabi-Insel                                                                                                   | Säuerlingsweg 4–6 (Karte)             | Um 1925 | Um gestalteten Innenhof gruppierte Wohnanlage, baugeschichtliche und ortsgeschichtliche Bedeutung. Nummer 5 (1937): zwei Geschosse, Erdgeschoss Ziegel verputzt, Obergeschoss verbrettert, Mittelrisalit verbretterter Giebel, Walmdach altdeutsche Deckung, verbretterter Windfang, Sockel Granitquader. | 08980012 |
| Weitere Bilder                          | Rittergut Schönberg (Sachgesamtheit) | Schloßplatz 1–3 (Am Südhang) (Karte)  | Bezeichnet mit 1563 (Herrenhaus); 18. Jahrhundert (Gutspark) | Sachgesamtheit Rittergut Schönberg, mit folgenden Einzeldenkmalen: Herrenhaus (Nr. 1) und Schmiede (Nr. 2) mit angebauten Nebengebäude eines Rittergutes, Zierbrunnen vor dem Gebäude und zwei Grablegen (08980001) sowie dem Gutspark, weiterhin mit den Sachgesamtheitsteilen: Nebengebäude (Nr. 3) sowie Steinbank und Fischteiche nördlich des Gutsparks; dreigeschossiger verputzter Bruchsteinbau mit Erker und mittig liegendem Turm, im Kern mittelalterliches Gebäude, im Innern durch Renaissance- und Barockzeit geprägt, besondere bau- und ortsgeschichtliche Bedeutung. | 09304862 |
| Weitere Bilder                          | Herrenhaus (Nr. 1) und Schmiede (Nr. 2) mit angebautem Nebengebäude eines Rittergutes, Zierbrunnen vor dem Gebäude, zwei Grablegen (Einzeldenkmale zu ID-Nr. 09304862) | Schloßplatz 1, 2 (Am Südhang) (Karte) | 1485 (sogenannter Wartturm); bezeichnet mit 1563 (Herrenhaus); 1685 (Herrenhaus); bezeichnet mit 1694, im Kern (Schmiede); Umbau bezeichnet mit 1894 (Schmiede) | Einzeldenkmale der Sachgesamtheit Rittergut Schönberg; dreigeschossiger verputzter Bruchsteinbau mit Erker und mittig liegendem Turm, im Kern mittelalterliches Gebäude, im Innern durch Renaissance- und Barockzeit geprägt. - Herrenhaus: 1485 Treppenturm, sogenannter Wartturm, 1563 unter der Familie von Reitzenstein erbaut, die das Gut seit 1485 bis 1945 besaß (bezeichnet mit „MDLXIII“ (1563, Tafel über Rundbogenportal)), zweite Hälfte 15. Jahrhundert, Erker und Treppenanlage, im 17. Jahrhundert wurde der Schlossbau um ein Geschoss aufgestockt, seit 1995 Restaurierung - Schmiede mit Nebengebäude: Ehemalige Schmiede und daran angebautes Nebengebäude, Obergeschoss Fachwerk, Bestandteil des ehemaligen Rittergutes, zwei Geschosse, Obergeschoss (Fachwerk) leicht vorkragend, Walmdach, Granitgewände mit Ohrung, kreuzgratgewölbter Saal im Erdgeschoss, 1894 renoviert - Zierbrunnen: Bezeichnet mit 1685, achteckiger Brunnen aus Granit mit Säule, darauf Muschelbecken mit Quellnymphe, die das Wappen der Familie von Reizenstein trägt (Flurstück 827a) - Grablegen: Sogenannte Herrengräber im Waldgebiet nördlich des Schlosses, durch Spazierweg erschlossen, Grabstätten von Margarete Henriette Freifrau von Reitzenstein und von Hans Georg Christoph Freiherr von Reitzenstein, Bronzeplatten, Sockel aus Granit | 08980001 |

## Streichungen von der Denkmalliste

### Streichungen von der Denkmalliste (Bad Brambach)
| Bild                                    | Bezeichnung                                                   | Lage                         | Datierung | Beschreibung | ID       |
| --------------------------------------- | ------------------------------------------------------------- | ---------------------------- | --------- | --- | -------- |
| Direkt Bild zu diesem Denkmal hochladen | Pension Parkblick (Kurhaus, Einzeldenkmal zu ID-Nr. 09302147) | Oberreuther Straße 8 (Karte) |           | Ehemaliges Einzeldenkmal der Sachgesamtheit Park- und Kuranlage Bad Brambach; eingeschossig (Putzfassade) mit Sandsteinfenstergewände, Satteldach (altdeutsche Schieferdeckung), Schleppgaupe. Streichung am 24. Juli 2012. | 08980048 |
| Direkt Bild zu diesem Denkmal hochladen | Gasthof Zum Schwarzen Ross                                    | Markt 7 (Karte)              | 1840–1860 | Stattlicher Putzbau mit Tordurchfahrt und Ladeneinbau, in ortsbildprägender Lage, baugeschichtliche und ortsgeschichtliche Bedeutung. Zwei Geschosse, zehn Achsen, Erdgeschoss Hoftor und Ladeneinbau, feine Putznutung, granitene Radabweiser, gerade Fensterverdachung, Satteldach (altdeutsche Schieferdeckung). 2012 abgerissen. | 08980083 |

### Streichungen von der Denkmalliste (Raun)
| Bild                                    | Bezeichnung                                 | Lage                  | Datierung | Beschreibung | ID       |
| --------------------------------------- | ------------------------------------------- | --------------------- | --------- | --- | -------- |
| Direkt Bild zu diesem Denkmal hochladen | Wohnstallhaus und Scheune eines Bauernhofes | Dorfstraße 53 (Karte) | Um 1800   | Eingeschossiges Wohnstallhaus mit Blockstube und verschiefertem Giebel, Scheune Fachwerk verbrettert, beide Gebäude in gutem Originalzustand erhalten; zwischen 2008 und 2014 abgerissen. - Wohnstallhaus: Blockstube verbrettert, Stallteil Bruchstein, letztes Gurtkappengewölbe in Raun, Satteldach Schieferdeckung, Umschrot, Balken dort mit Fase - Kleine Scheune: unmittelbar am Wohnstallhaus, mit Durchfahrt, zweigeschossig, Satteldach | 08975276 |

### Streichungen von der Denkmalliste (Rohrbach)
| Bild                                    | Bezeichnung                                   | Lage                         | Datierung | Beschreibung | ID       |
| --------------------------------------- | --------------------------------------------- | ---------------------------- | --------- | --- | -------- |
| Direkt Bild zu diesem Denkmal hochladen | Wohnstallhaus und Scheune eines Zweiseithofes | Hennebacher Straße 6 (Karte) | Um 1840   | Eingeschossiges Wohnstallhaus, baugeschichtlich von Bedeutung. Erdgeschoss Lehm bzw. Ziegel, Bruchstein verputzt, einfache Balkenköpfe, Giebel teils verbrettert, teils verputzt, Satteldach (Blech), hoher Kniestock, eventuell Egerländischer Giebel. Zwischen 2019 und 2024 aus der Denkmalliste gestrichen. | 08980025 |

## Tabellenlegende
- Bild: Bild des Kulturdenkmals, ggf. zusätzlich mit einem Link zu weiteren Fotos des Kulturdenkmals im Medienarchiv Wikimedia Commons. Wenn man auf das Kamerasymbol klickt, können Fotos zu Kulturdenkmalen aus dieser Liste hochgeladen werden:
- Bezeichnung: Denkmalgeschützte Objekte und ggf. Bauwerksname des Kulturdenkmals
- Lage: Straßenname und Hausnummer oder Flurstücknummer des Kulturdenkmals. Die Grundsortierung der Liste erfolgt nach dieser Adresse. Der Link (Karte) führt zu verschiedenen Kartendiensten mit der Position des Kulturdenkmals. Fehlt dieser Link, wurden die Koordinaten noch nicht eingetragen. Sind diese bekannt, können sie über ein Tool mit einer Kartenansicht einfach nachgetragen werden. In dieser Kartenansicht sind Kulturdenkmale ohne Koordinaten mit einem roten bzw. orangen Marker dargestellt und können durch Verschieben auf die richtige Position in der Karte mit Koordinaten versehen werden. Kulturdenkmale ohne Bild sind an einem blauen bzw. roten Marker erkennbar.
- Datierung: Baubeginn, Fertigstellung, Datum der Erstnennung oder grobe zeitliche Einordnung entsprechend des Eintrags in der sächsischen Denkmaldatenbank
- Beschreibung: Kurzcharakteristik des Kulturdenkmals entsprechend des Eintrags in der sächsischen Denkmaldatenbank, ggf. ergänzt durch die dort nur selten veröffentlichten Erfassungstexte oder zusätzliche Informationen
- ID: Vom Landesamt für Denkmalpflege Sachsen vergebene, das Kulturdenkmal eindeutig identifizierende Objekt-Nummer. Der Link führt zum PDF-Denkmaldokument des Landesamtes für Denkmalpflege Sachsen. Bei ehemaligen Kulturdenkmalen können die Objektnummern unbekannt sein und deshalb fehlen bzw. die Links von aus der Datenbank entfernten Objektnummern ins Leere führen. Ein ggf. vorhandenes Icon  führt zu den Angaben des Kulturdenkmals bei Wikidata.

## Ausführliche Denkmaltexte
1. ↑  Geschichte der Park- und Kuranlage Bad Brambach: 
  - 1912 Errichtung des ersten Kurgebäudes (Fritz-Rödiger-Haus)
  - Zwischen 1922 und 1933: Anlage des Karpfenteichs
  - Bis 1926 ist eine zusammenhängende Parkgestaltung anhand von Bild- und Schriftquellen nicht nachweisbar
  - 1926 Errichtung des Kurhotels durch den Architekten Zimmermann
  - 1927–1928 Erweiterung des Kurhotels durch den Plauener Architekten Petzold
  - Ab 1926 Schaffung einer neuen gärtnerischen Anlage in Zusammenhang mit der Erweiterung der Kurgebäude, Ausführung der Arbeiten durch die Brambacher Gärtner Walter Karkowski und Willy Landrock
  - 1929 Errichtung des heutigen Quellhauses der Wettinquelle
  - Um 1935 Errichtung des Quellgebäudes der Oberen Grenzquelle und der Steinbogenbrücke
  - 1935 Errichtung der Festhalle nach Plänen von Lossow und Kühne und Anlage des sogenannten „Kinoteichs“
  - 1940/1941 erhielt die Schillerquelle ein neues Quellgebäude
  - 1947 Platzierung der Nixenskulptur von Gottlieb Elster (1867–1917) am Kinoteich (soll aus der Reichskanzlei stammen)
  - 1948 Errichtung des Quellgebäudes der Eisenquelle
  - 1957–1966 Neugestaltung des Kurparks durch Jürgen Jäger (* 1935) und Hermann Schüttauf (1890–1967)
  - 1959 Umbau der Schillerquelle
2. ↑  Rittergut Schönberg (Sachgesamtheit):
  - Gutspark: Im schlossnahen Bereich noch einzelne Elemente des ehemaligen Schlossgartens überkommen, nordöstlich der Alten Straße landschaftlich gestalteter Park aus dem 18. Jahrhundert

Bauliche Schutzgüter:
  - Einfriedung: Reste eines Einfriedungszaunes an der Alten Straße, Zaunpfosten mit profilierten Abdeckplatten und Bekrönungen in Form einer Kugel aus Granit

Erschließung:
  - Zugänge: zwei Zugänge von der Alten Straße, Tore nicht mehr vorhanden
  - Wegesystem: in vereinfachter Form überkommen, landschaftlich geschwungene Wege, ehemalige wassergebundene Decken
  - Ausstattung: grottierter Sitzplatz am Teich
  - Wasserelemente: Zierbrunnen von 1685, kleiner Teich westlich des Schlosses (bereits auf den Meilenblättern von 1793 verzeichnet)

Vegetation:
  - Rosskastanien-Allee entlang der Alten Straße ist nicht mehr vorhanden, wertvoller Altbaumbestand, unter anderem eine riesige Rot-Buche (Fagus sylvatica), Winter-Linden (Tilia cordata), Berg-Ahorne (Acer pseudoplatanus), Spitz-Ahorne (Acer platanoides) Stiel-Eichen (Quercus robur), Rosskastanie (Aesculus hippocastanum), Eschen (Fraxinus excelsior), Hemlockstanne (Tsuga canadensis), und Rhododendren

Sonstige Schutzgüter:
  - Bodenrelief: Gelände ist in drei Ebenen terrassiert, von Nordwesten nach Südosten hin abfallend
  - Fischteiche mit Steinbank (Sachgesamtheitsbestandteile): vier kaskadenartig angeordnete Fischteiche im Waldgebiet nördlich des Schlosses, durch Spazierweg erschlossen, Aussichtsbank aus Granit südwestlich, oberhalb der Teiche

Störfaktoren: Spielplatz und Bühneneinbauten